# Palazzo Ducale (Genua)
Het Hertogelijk Paleis van Genua (Italiaans: Palazzo Ducale) is een van de belangrijkste historische en museale gebouwen van Genua. In het verleden was het de zetel van de doge (hertog) van de republiek Genua.
Na een periode van leegstand werden er in de 19e eeuw kantoren van de rechtbank in ondergebracht. In de jaren 70 van de twintigste eeuw werd het nieuwe Paleis van Justitie van Genua in gebruik genomen en kwam het paleis weer leeg te staan. Er vond toen een uitgebreide restauratie plaats die precies op tijd klaar was voor de Expo van 1992, die in het teken stond van Columbus en de ontdekking van Amerika 500 jaar eerder.
Anno 2017 bevinden zich musea in het paleis en worden er bijeenkomsten en congressen gehouden. In de binnenplaatsen en zuilengalerijen zijn winkels en horecagelegenheden ondergebracht. Het Paleis wordt uitgebaat door de stichting “Genova Palazzo Ducale Fondazione per la Cultura”, die de ruimtes voor verschillende doeleinden gebruikt. In het paleis zijn verder diverse culturele instellingen gevestigd. In 2001 vergaderden de leiders van de landen van de G8 in het paleis.

## Geschiedenis

### Ontstaan

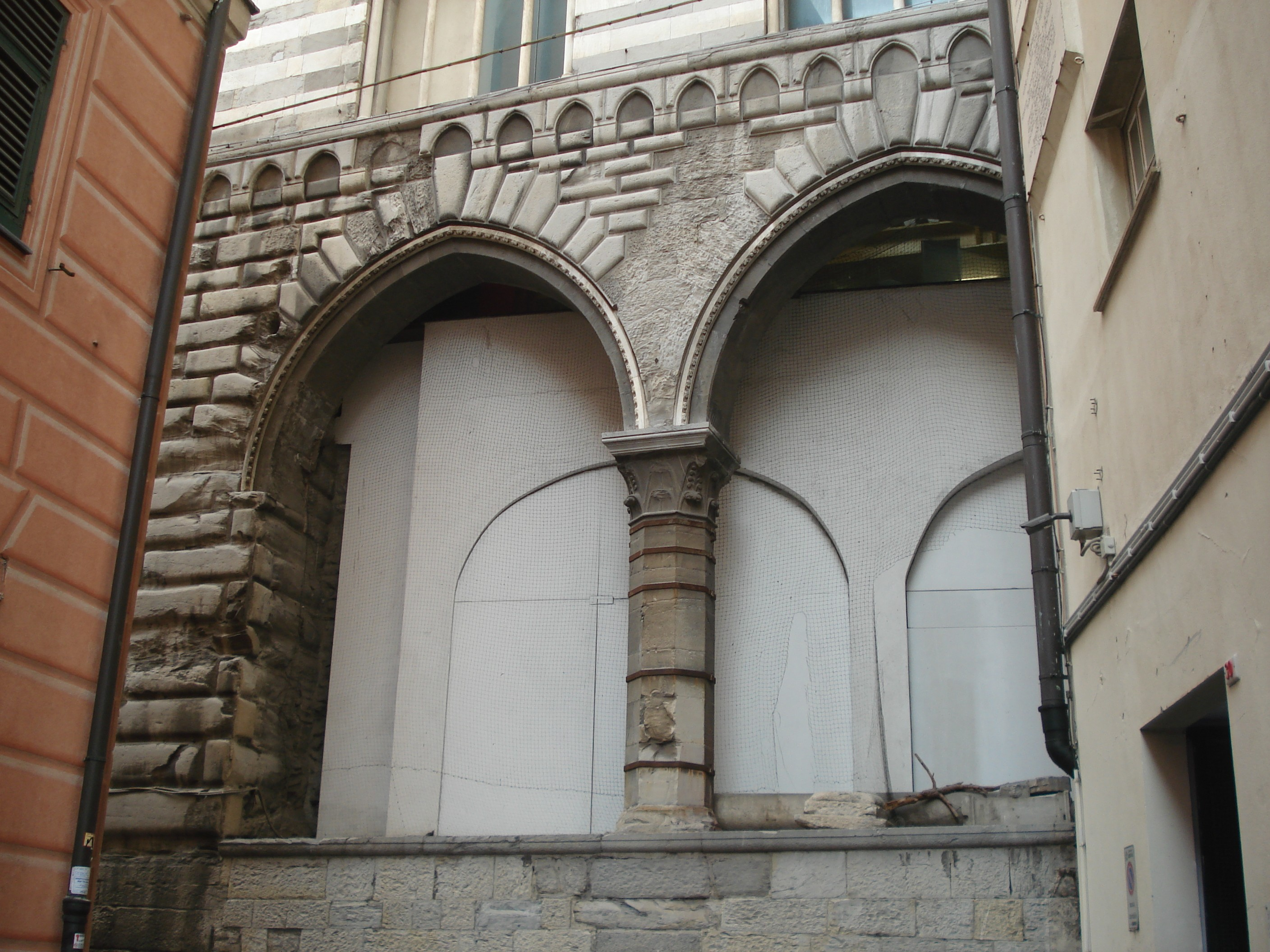
De bogen van de loggia van het paleis van de volksabten

De bouw van het paleis begon aan het eind van de 13e eeuw toen na de overwinning op Pisa (1284, Slag bij Meloria) en Venetië (1298, Slag bij Korčula) de militaire en economische macht van Genua snel groter werd. In die tijd werd de stad bestuurd volgens het systeem van de Compagna Communis, waarbij vertegenwoordigers uit de verschillende districten van de stad (de Capitani del popolo – Kapiteins van het volk) gezamenlijk het bestuur uitoefenden. Tot 1291 beschikten de bestuurders niet over een eigen vergadergebouw, maar kwamen ze samen in het aartsbisschoppelijk paleis of in de huizen van de in de buurt wonende families Doria en Fieschi.
In 1291 kregen de capitani Corrado Doria en Oberto Spinola de gebouwen van de familie Doria in hun bezit die aan de Salita dell’Arcivescovado en de Via Tommaso Reggio lagen. Drie jaar later kochten ze ook het aanpalende grote huis van Alberto Fieschi. Dit gebouw had een toren die de Grimaldi-toren werd genoemd. Al vanaf 1272 werd dit gebouw door de capitani gebruikt vanwege de verbanning van Fieschi. Deze samenvoeging zorgde ook voor het ontstaan van het paleis van de volksabten (een hoge bestuursfunctie in Genua), waarvan aan de Via Tommaso Reggio nu nog een deel van een loggia zichtbaar is.
Er zijn geen duidelijke afbeeldingen bekend waaruit valt af te leiden hoe het gebouw er toen uitzag, maar volgens een reconstructie van Orlando Grosso, die in de jaren 1930 de leiding had over een restauratie, moet het een trapeziumvormige plattegrond gehad hebben. Aan de zuidkant (Via Tommaso Reggio) was het gebouw 44 meter lang en aan de noordkant 50 meter. De westkant (Salita dell’Arcivescovado) bedroeg 20 meter en de oostkant 36 meter. Het moet een hoogte gehad hebben van ongeveer 25 meter, verdeeld over drie bouwlagen, waarvan de onderste een binnenplaats met zuilengalerij had en de andere twee verdiepingen telkens vier bogen erboven. In het midden van de zuidgevel stond de Grimaldi-toren met zijn zes verdiepingen.

### Veertiende en vijftiende eeuw
Toen in 1339 Simone Boccanegra werd verheven tot de eerste doge van Genua, werd het gebouw al snel dogeplaleis of hertogelijk paleis genoemd. In de tweede helft van de 14e eeuw onderging het gebouw op bevel van doge Antoniotto Adorno een aantal veranderingen. Het gebouw werd vergroot met enkele nieuwe gedeelten aan de noordkant, zodat het oppervlak dat het huidige centrale gedeelte vormt er ook bij getrokken werd, en ook aan de oostkant, waardoor het aan drie kanten Piazza Matteotti omsloot. De hoofdingang werd door deze ingrepen van Adorno niet veranderd. Die bleef aan de kant van de Via Tommaso Reggio.
Een nieuwe grote verandering vond plaats halverwege de 15e eeuw, toen de zogeheten cortina werd gebouwd, een vleugel die het garnizoen moest huisvesten. Deze verbond de oost- en westvleugel met elkaar. Piazza Matteotti werd zo in feite een soort versterkte binnenplaats en het paleis een machtige citadel die afgesloten was van de rest van de stad. Het is niet precies bekend wanneer deze cortina gebouwd werd, maar in 1470 werd een Capitano della porta di palazzo (kapitein van de paleispoort) benoemd. Dit is een aanwijzing dat de bouw toen al afgerond was. Met deze nieuwe vleugel werd de toegang aan de Via Tommaso Reggio afgesloten. De nieuwe ingang kwam in het midden van het nieuwe gedeelte.

### De bouwwerkzaamheden van Vannone

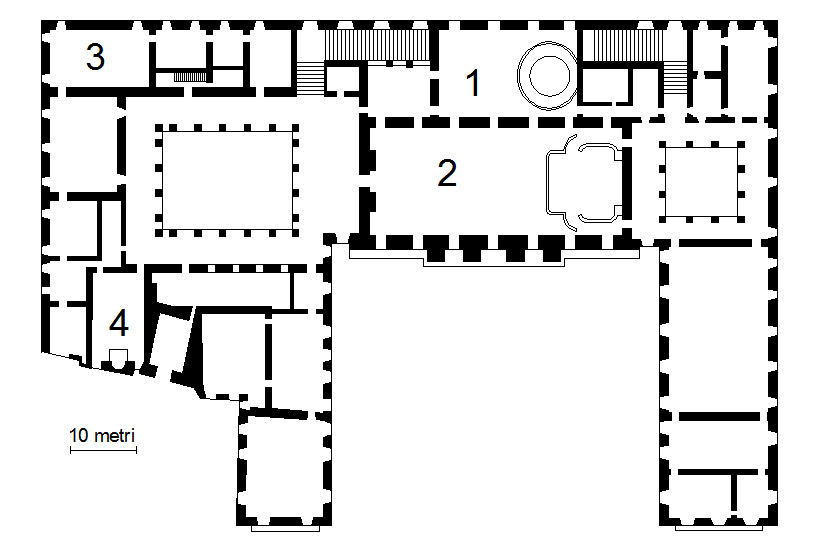
Plattegrond van het paleis. 1 salon van de Kleine Raad; 2 salon van de Grote Raad; 3 vertrekken van de Doge; 4 kapel

Door de hervormingen van Andrea Doria in de 16e eeuw werd de politieke structuur van de stad anders. Er kwam nu een Grote Raad van vierhonderd niet-edelen en een Kleine Raad van edelen. De doge werd niet meer voor het leven gekozen, maar slechts voor een periode van twee jaar. Hierbij kwam het verlangen om te kunnen beschikken over een locatie die het prestige en de hiërarchische organisatie van de stad kon weerspiegelen. Tegelijkertijd wilde men dat het paleis een fortachtig karakter bleef behouden om beschermd te kunnen zijn tegen aanslagen of staatsgrepen. Daarom gaven de senatoren in 1595 aan de architect Andrea Ceresola (meestal Vannone genoemd) een opdracht om het paleis volledig te verbouwen.
Vannone veranderde het allegaartje van gebouwen uit de middeleeuwen in de jaren daarna tot een fortachtig paleis in maniëristische stijl. Hij zorgde voor het grote atrium, dat met een kloostergewelf werd overdekt. Deze ruimte gaf aan de zijkanten toegang tot twee binnenplaatsen met zuilengalerijen. Ook bouwde hij de imposante trap die leidt naar de bovenverdieping waar zich de representatieve ruimtes bevinden: de salon van de Grote Raad, de salon van de Kleine Raad en de vertrekken van de doge. Hij vergrootte ook de cortina die Piazza Matteotti afsloot en versterkte de toegang tot het paleis. Deze vleugel werd drie verdiepingen hoog en werd aan de binnenkant voorzien van een loggia. Deze had een dubbele functie: enerzijds was het een ontspanningsruimte voor de garnizoenssoldaten, maar ook was het een tribune voor toeschouwers die zo aanwezig konden zijn bij ceremonies en andere activiteiten op de binnenplaats.

### De brand van 1777
Op 3 november 1777 verwoestte een hevige brand een groot deel van het centrale gedeelte van het gebouw. Alleen het atrium op de begane grond en de grote trap bleven gespaard. Er waren dus uitgebreide herstelwerkzaamheden nodig. Daartoe werd een aanbesteding uitgeschreven, waarvoor Giacomo Maria Gaggini, Gregorio Petondi en Emanuele Andrea Tagliafichi werden uitgenodigd. Zij hoorden in die tijd bij de bekendste architecten van Genua. Toch werd de aanbesteding gewonnen door de Zwitserse architect Simone Cantoni. Op aandringen van zijn broer Gaetano had hij meegedaan met een plan voor een marmeren gevel, die een van de eerste voorbeelden van het neoclassicisme in Genua zou moeten worden.
Het project duurde tot 1783 en stond onder leiding van Gaetano Cantoni. Behalve de voorgevel werden ook de salons van de Grote Raad en de Kleine Raad in neoclassicistische stijl uitgevoerd. De houten plafonds van deze ruimtes waren ook beschadigd door het vuur. De nieuwe overspanningen werden vervolgens in baksteen uitgevoerd om meer bescherming tegen brand te kunnen bieden.

### Negentiende en twintigste eeuw

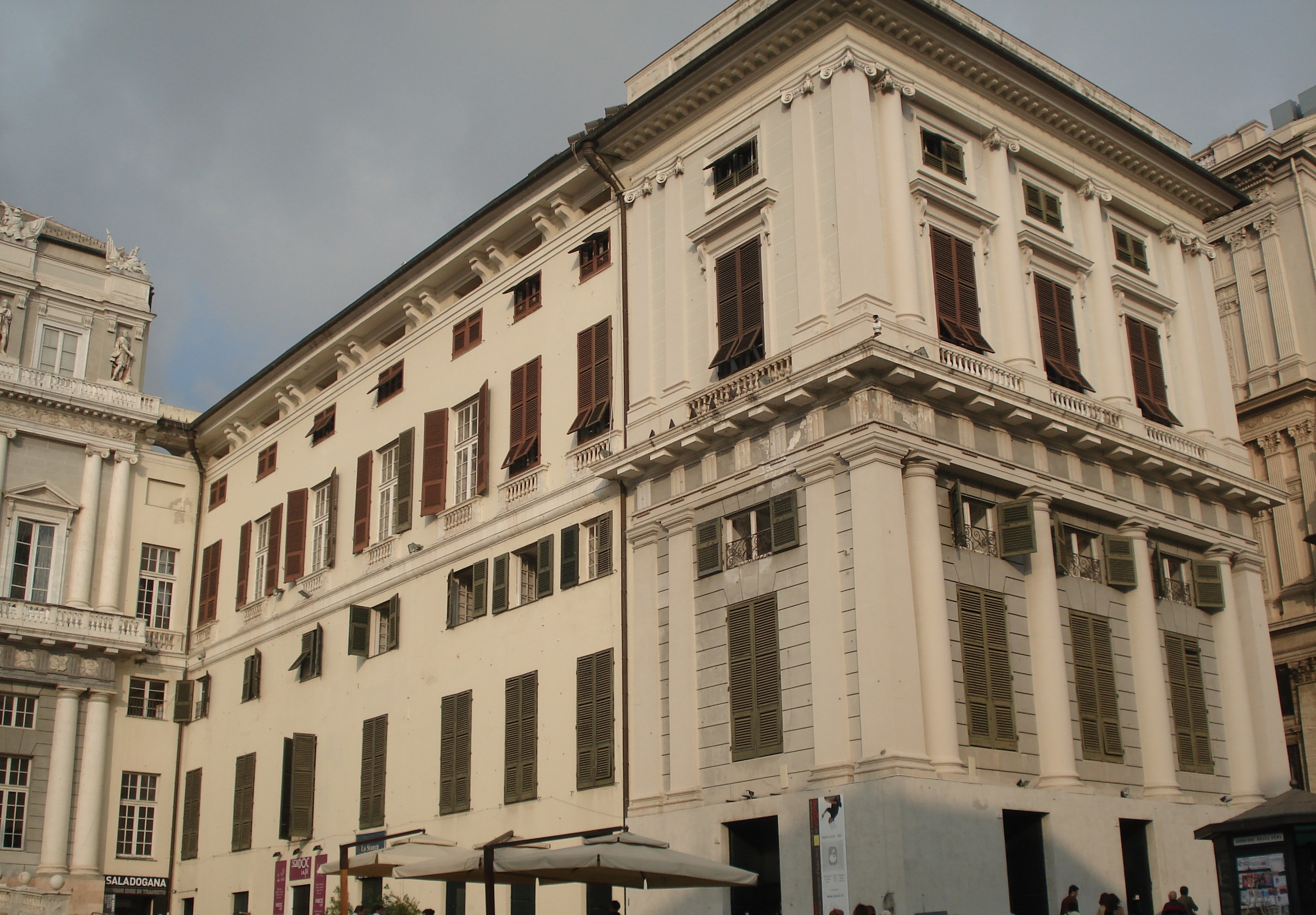
De oostelijke vleugel aan Piazza Matteotti

Toen Genua en Ligurië in 1815 deel uit gingen maken van het koninkrijk Sardinië, hield de republiek Genua op te bestaan. Het paleis verloor zijn functie als regeringsgebouw. De ruimtes werden daarna gebruikt als rechtszalen, kantoren en archiefruimtes van de rechtbank. Dit zou zo blijven tot het jaar 1975, toen er een nieuw paleis van justitie werd opgeleverd.
In de jaren 1840 werd vanwege bouwwerkzaamheden in de Via Lorenzo de cortina gesloopt die het exercitieterrein afsloot. Daardoor werd de gevel van Simone Cantoni weer zichtbaar vanaf de straat. Enkele jaren later in 1861 werkte Ignazio Gardella, een civiel ingenieur, aan een verbouwing van de zijvleugels rond de Piazza Matteotti. Hij vergrootte de westvleugel en trok die recht. Ook veranderde hij de gevels van de korte kant van deze twee vleugels.
In de eerste decennia van de 20e eeuw vond onder leiding van Orlando Grosso een nieuwe restauratie plaats. De belangrijkste ingreep hierbij was het maken van een doorkijk naar de Via Tommaso Reggio.
In het verlangen om terug te grijpen op de Middeleeuwen, dat toen in de mode was, werden de loggia van het paleis van de volksabten en enkele andere resten van de middeleeuwse bouwelementen weer aan het licht gebracht. Vannone had hier een maniëristische gevel voorgeplaatst. De gevel aan de Piazza De Ferrari werd volledig gerestaureerd en werd in nieuwe kleuren geschilderd.
In 1942 werd het paleis voor een deel beschadigd, voornamelijk in het centrale gedeelte en de westvleugel, door een bombardement van de geallieerden op de stad.

### Na de restauratie van 1992
Ter gelegenheid van de Columbus-herdenking in 1992 was het gebouw in de jaren ervoor volledig gerestaureerd onder leiding van de Genuese architect Giovanni Spalla. Deze restauratie moest ervoor zorgen dat de zestiende-eeuwse bouwelementen van Vannone weer voor het voetlicht kwamen, zoals bijvoorbeeld het gewelf van het atrium. Tegelijkertijd wilde men ook de andere ingrepen zichtbaar houden. Die maken immers ook deel uit van de geschiedenis van het gebouw. Hierbij ging het bijvoorbeeld om het aanzicht vanaf Piazza De Ferrari en de middeleeuwse bouwelementen die door Orlando Grosso achter de ingrepen van Vannone vandaan waren gehaald.
Na de restauratie werd het paleis voor het publiek geopend en ingericht als museum en cultureel centrum. Sinds 8 februari 2008 wordt het paleis beheerd door de culturele stichting ‘Genova Palazzo Ducale Fondazione per la Cultura’. Naast ook enkele commerciële activiteiten worden er nu bijeenkomsten, congressen en tentoonstellingen gehouden.
In 2001 werden in het paleis de vergaderingen van de G8-top gehouden.

## Beschrijving

### Exterieur
Omdat het paleis is ontstaan uit de samenvoeging van een aantal middeleeuwse gebouwen en in de loop der eeuwen is uitgebreid met nieuwe gedeelten, heeft het gebouw een nogal onregelmatige plattegrond. In totaal beslaat het een oppervlak van ongeveer 35.000 m². Het gebouw heeft door de verschillende gevels ook een afwisselend karakter. Het paleis ligt aan de rand van het oude stadscentrum aan de voet van de San Domenicoheuvel, vlak bij de San Lorenzokathedraal en het gebouw van de aartsbisschoppelijke curie. Het is toegankelijk via de hoofdingang met de neoclassicistische ingangspartij aan Piazza Matteotti of via de ingang aan de oostkant aan Piazza De Ferrari.

#### De middeleeuwse paleizen

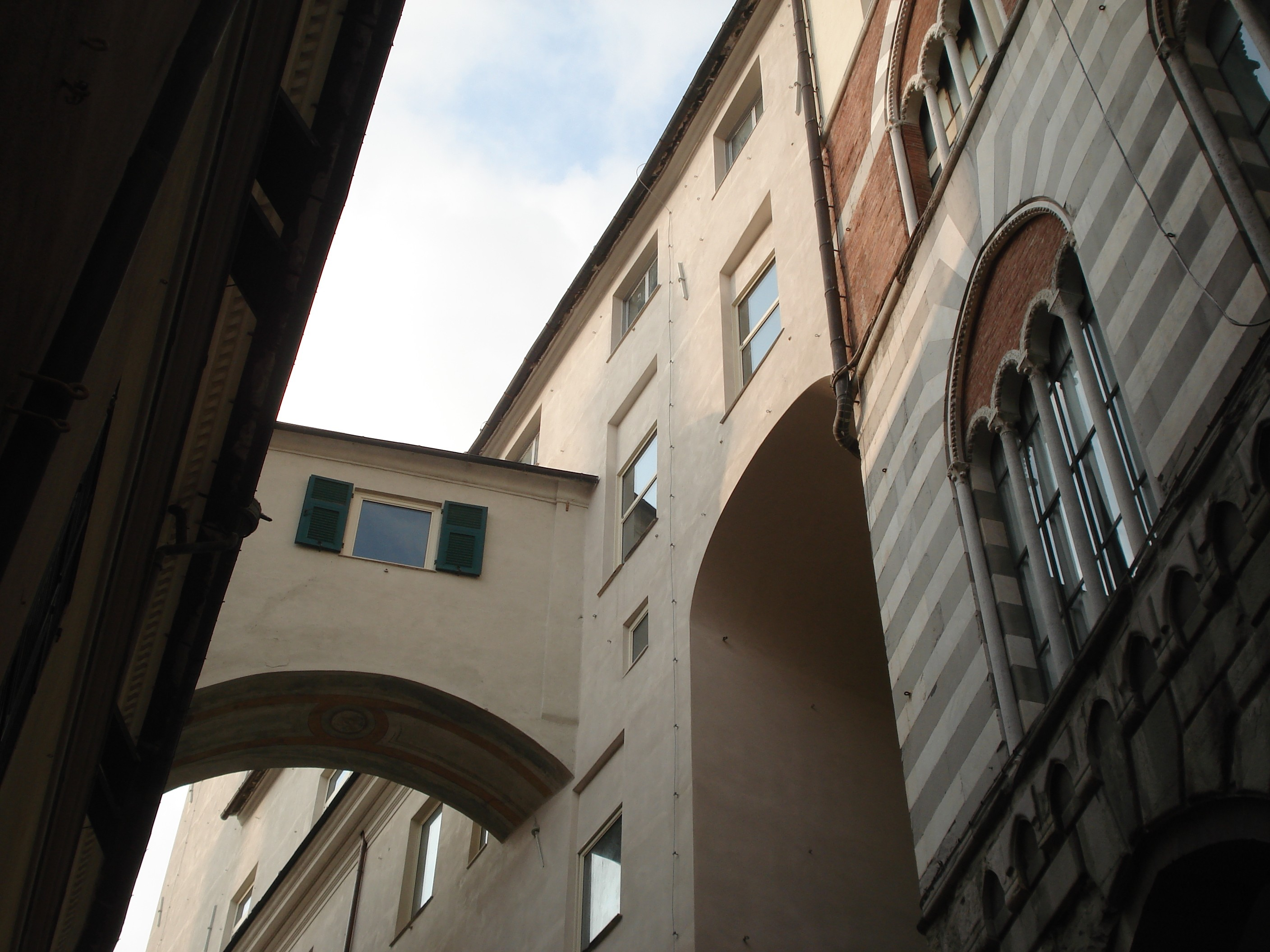
Luchtbrug in de Via Tommaso Reggio ter hoogte van de Salita all’Arcivescovado

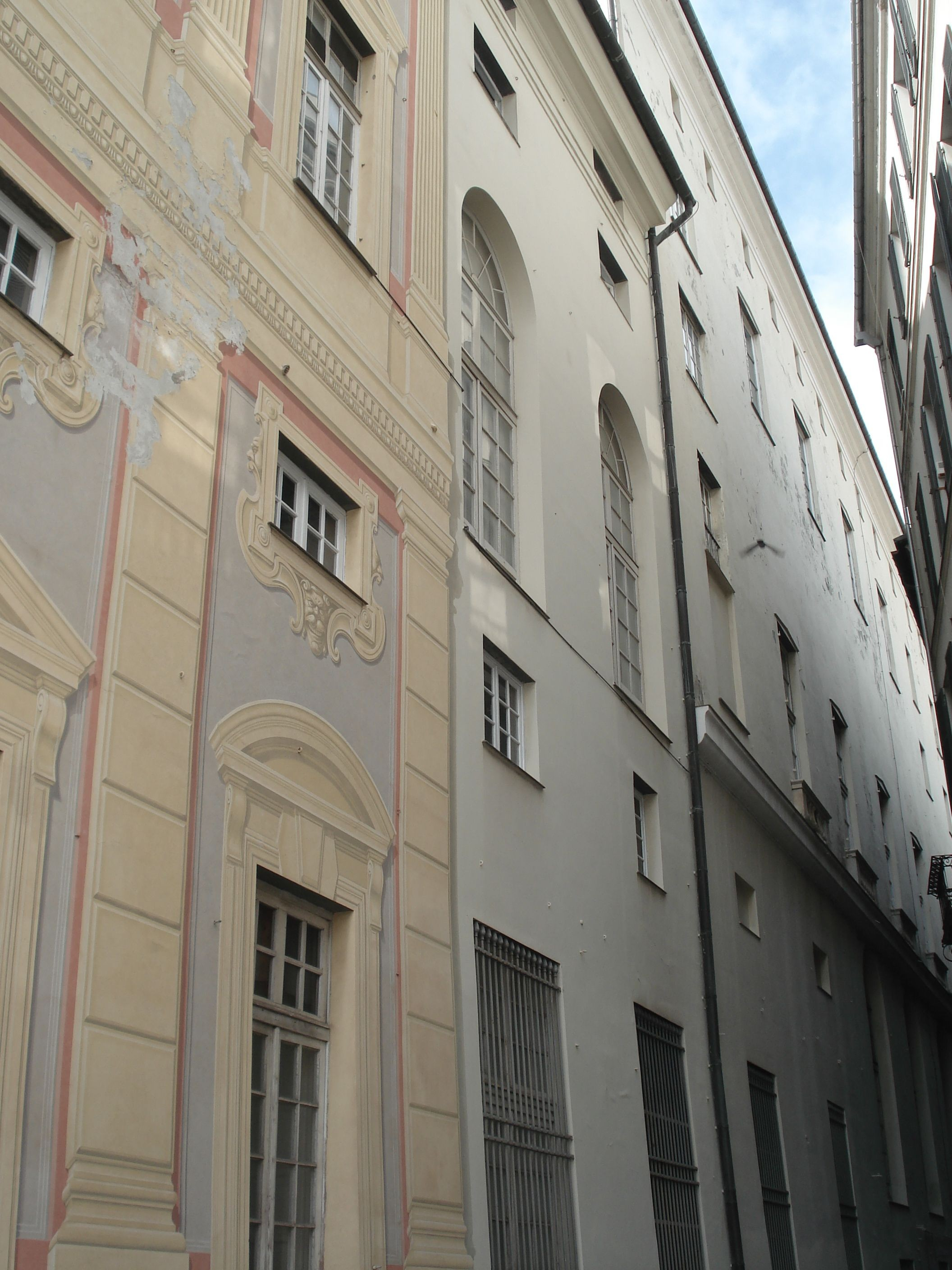
Deel van de maniëristische gevel aan de Salita del Fondaco

De oudste delen van het paleis liggen aan de westkant aan de Via Tommaso Reggio en de Salita dell’Arcivescovado. Deze delen vormden eerst het paleis van de volksabten en het grote huis van Alberto Fieschi met de Grimaldi-toren. Van deze middeleeuwse delen zijn in de Via Tommaso Reggio nog de spitsbogen te zien van de loggia van het volksabtenpaleis en van het huis van Fieschi. De bogen bevinden zich op ongeveer twee meter hoogte, omdat het straatniveau in de 19e eeuw verlaagd werd om een verbinding met de Via San Lorenzo te kunnen maken. Ze werden gereconstrueerd door Orlando Grosso tijdens de restauratie van 1935. Daarvoor was er een maniëristische gevel van Vannone uit de 16e eeuw. Deze was door Grosso gedeeltelijk verwijderd om de onderliggende middeleeuwse elementen te kunnen laten zien, in lijn met de toen heersende mode. Door de werkzaamheden van Grosso moesten ook sommige vertrekken in het interieur verstevigd worden. De gevel was namelijk verzwakt, doordat Grosso in de muren een aantal vensters had aangebracht.
Bij het kruispunt van de Via Tommaso Reggio en de Salita dell’Arcivescovado zijn twee luchtbruggen te zien. Deze dienden als verbinding tussen de vertrekken van de doge in het paleis en het Palazzetto Criminale (een soort rechtbank) en de kathedraal. Zo konden de doge en paleisfunctionarissen oversteken zonder zich op straat te hoeven begeven.

#### De maniëristische gevels
De gevels aan de kant van de Salita all’Arcivescovado en de Salita del Fondaco, die zich aan de westzijde en de noordzijde van het paleis bevinden, hebben nog voor een groot deel hun maniëristische karakter bewaard. Deze gevelwanden, gemaakt aan het einde van de 16e eeuw, hebben een glad oppervlak zonder decoraties en zijn in heldere kleuren geschilderd. De gevels zijn voorzien van rijen rechthoekige ramen. Halverwege de Salita del Fondaco zijn drie grote boogvensters, waaraan men kan zien waar zich de overloop bevindt tussen de begane grond en de eerste verdieping. Naast deze vensters zijn iets hoger in de muur andere boogvensters geplaatst die laten zien waar zich de overloop tussen de eerste en tweede verdieping bevindt.

#### De gevel aan Piazza De Ferrari
De gevelwand aan Piazza De Ferrari onderging grote veranderingen tijdens de restauratie van Orlando Grosso aan het begin van de 20e eeuw. Daarvoor was het een glad gepleisterde gevel, waarop sporen van 16e-eeuwse fresco’s te zien waren. Grosso veranderde de gevel in classicistische stijl. Hij plaatste de ramen in een regelmatig patroon en liet daartussen zuilen en architectonische elementen schilderen. Verder liet hij drie poorten aanbrengen om een doorgang van het plein naar de binnenplaats in het paleis te kunnen krijgen.
De verf was bij de restauratie van 1992 grotendeels afgebladderd, maar werd toen weer volgens het ontwerp van Grosso hersteld. De drie poorten werden iets verhoogd, zodat zij op hetzelfde niveau kwamen als de binnenplaats. De gevel bestaat uit twee verdiepingen. Op de begane grond zijn de drie genoemde poorten met een trap bereikbaar gemaakt. De ramen zijn allemaal voorzien van een bovenraam. Op de eerste verdieping zijn ook alle ramen voorzien van een bovenraam.

#### De gevel aan Piazza Matteotti

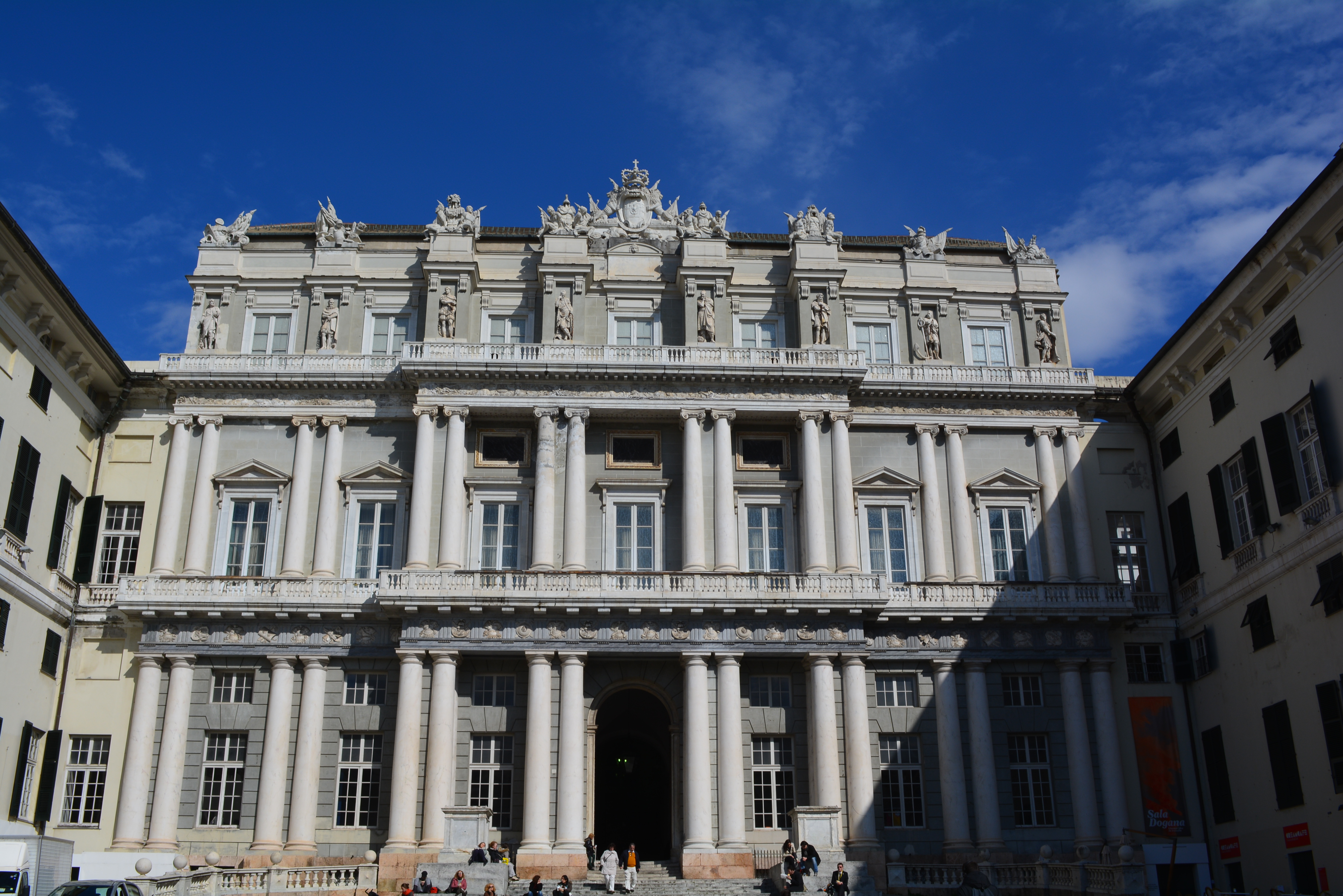
De neoclassicistische gevel aan Piazza Matteotti

Aan de Piazza Matteotti is de imposante zuidgevel van het hoofdgebouw te zien. Deze is na de brand van 1777 door Simone Cantoni in neoclassicistische stijl ontworpen. Hoewel deze gevel eeuwenlang de hoofdingang van het paleis was, was de gevel niet te zien vanaf de straat vanwege de cortina die Piazza Matteotti tot een binnenplaats maakte. De cortina werd in 1834 gesloopt.
De gevel bestaat uit drie bouwlagen en heeft een strakke symmetrie, met de toegangspoort als middelpunt. De marmeren elementen en het pleisterwerk zorgen voor een harmonieus geheel door de twee verschillende kleuren die gebruikt zijn.
Op de begane grond staan acht dubbele zuilen op sokkels van roze marmer. De tussenruimtes bestaan uit bossage-muurwerk (steenblokken die aan de voorkant ruw afgewerkt zijn). Tussen de zuilen zijn ook de zes ramen aangebracht. Elk raam heeft ook een bovenraam. In het midden bevindt zich een grote poort, waarin twee met ijzer beslagen deurtjes zijn aangebracht. De karakteristieke deurkloppers in de vorm van een triton zijn in 1980 gestolen en later vervangen door kopieën.
Recht tegenover de ingang ligt een trap met marmeren treden. Aan de zijkanten van de trap leiden nog twee opgangen naar de ingang. Aan de buitenzijde zijn deze afgesloten door een balustrade die de bezoeker het idee geeft dat hij als het ware naar de ingang toe wordt geleid. Naast de marmeren trap zijn twee grote marmeren sokkels, waarop vroeger twee monumentale beelden stonden van de Genuese admiraals Andrea Doria en zijn neef Giovanni Andrea Doria. Deze beelden waren gemaakt in 1540 en 1601 door Giovanni Montorsoli en Taddeo Carlone, maar werden bij het oproer in 1797 neergehaald. Na een restauratie in 2010 zijn de beelden geplaatst in het trappenhuis van het paleis. Aan de zijkant van de trap is een gedenksteen aangebracht voor Kostas Georgakis, een Griekse student die zich in 1970 voor het paleis in brand stak als protest tegen de toenmalige politieke situatie in Griekenland.

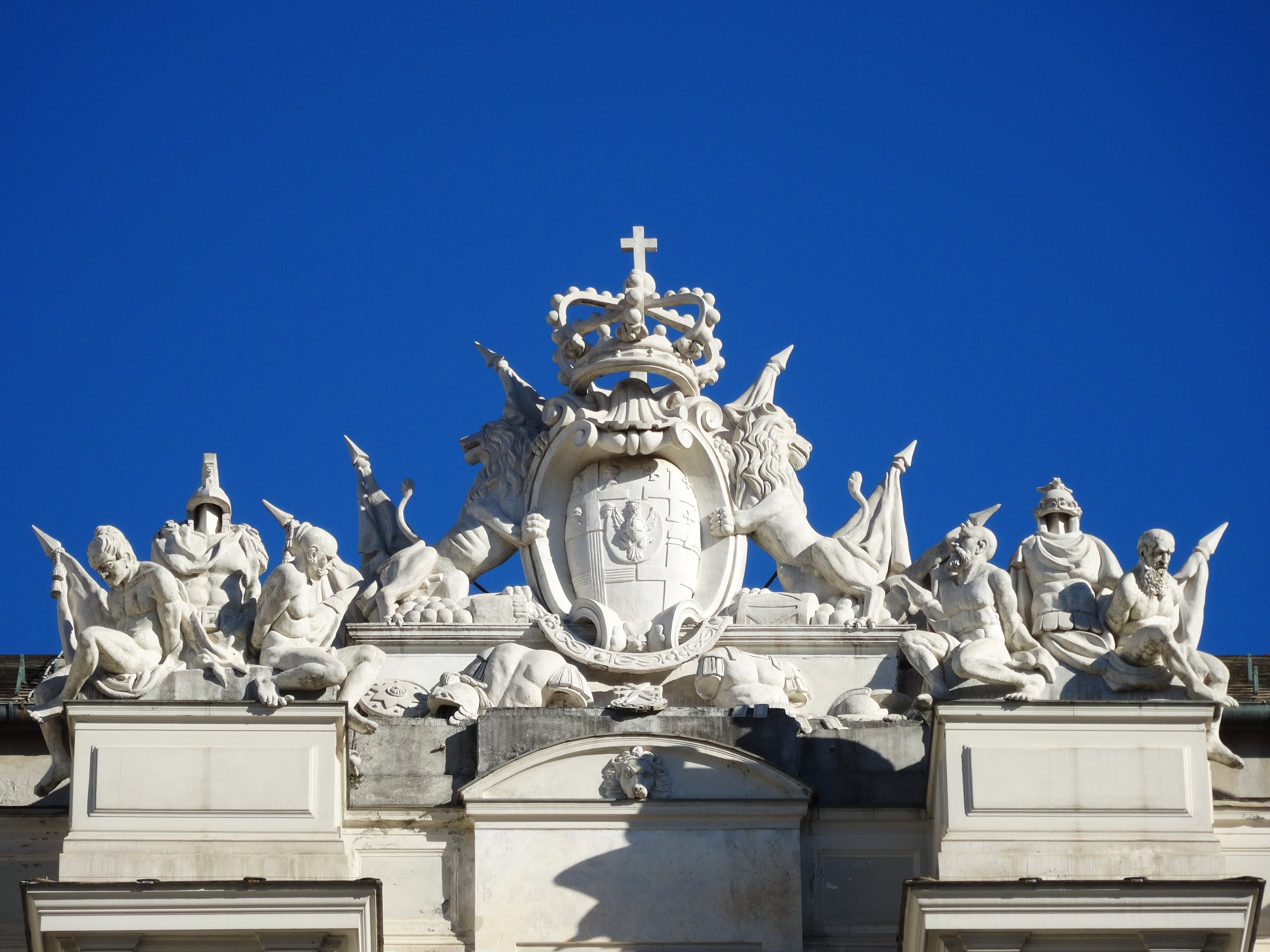
Het wapen van Genua op de top van de gevel

De tweede bouwlaag van de gevel is die van de hoofdverdieping en is door een fries en een kroonlijst in marmer gescheiden van de onderste laag. Op deze lijst staat een marmeren balustrade. Deze verdieping heeft dezelfde structuur als de verdieping eronder: acht dubbele halfzuilen met bossage-muurwerk ertussen. De kleuren zijn iets minder geaccentueerd gemaakt dan op de onderste verdieping om zo een beter perspectief te krijgen. In het ontwerp van Cantoni hadden deze zuilen naast hun esthetische functie ook het doel om als steunberen de muren steviger te maken. Tussen de muren bevinden zich zeven grote ramen waarvan de middelste drie zijn voorzien van blinde bovenramen.
Tussen de middelste en de bovenste verdieping zijn ook weer een fries, een lijst en een balustrade van marmer aangebracht. In het verlengde van de zuilen eronder zijn hier acht lisenen aangebracht met daarin een nis waarin een beeld staat. Hierbovenop staan beeldengroepen. Precies in het midden, recht boven de ingangspoort is het wapen van Genua te zien.

#### De zijvleugels
De twee zijvleugels aan Piazza Matteotti werden in 1861 vernieuwd door de Genuese architect Ignazio Gardella, nadat de cortina al eerder gesloopt was. De korte kanten van deze vleugels werden in dezelfde trant gebouwd als de gevel van het hoofdgebouw, dus met grote sokkels waarop dubbele halfzuilen staan. Tussen de zuilen bevinden zich de ramen en bossage-muurwerk. De lange zijden hebben sober uitgevoerd pleisterwerk.

#### De Grimaldi-toren

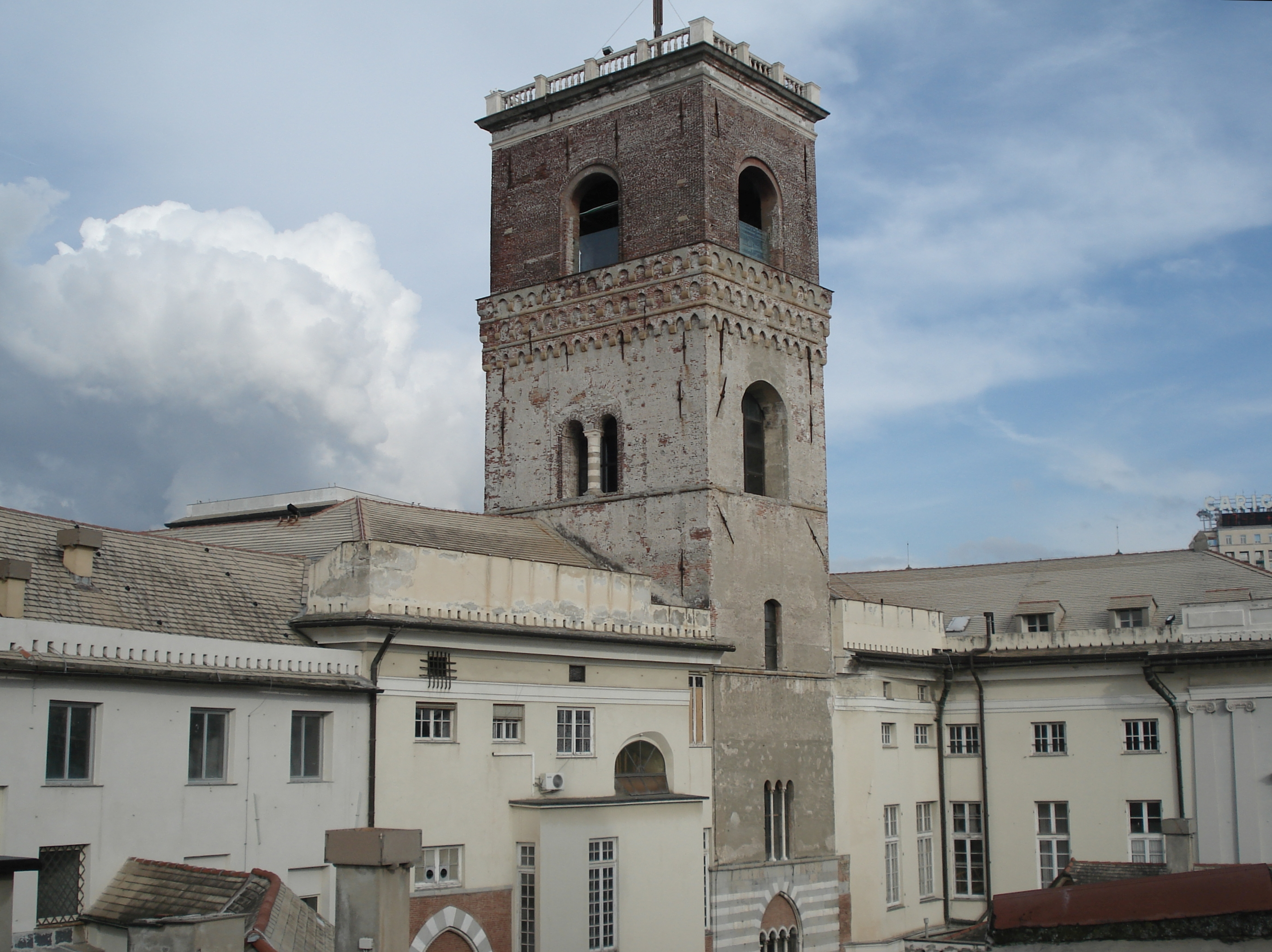
Grimalditoren

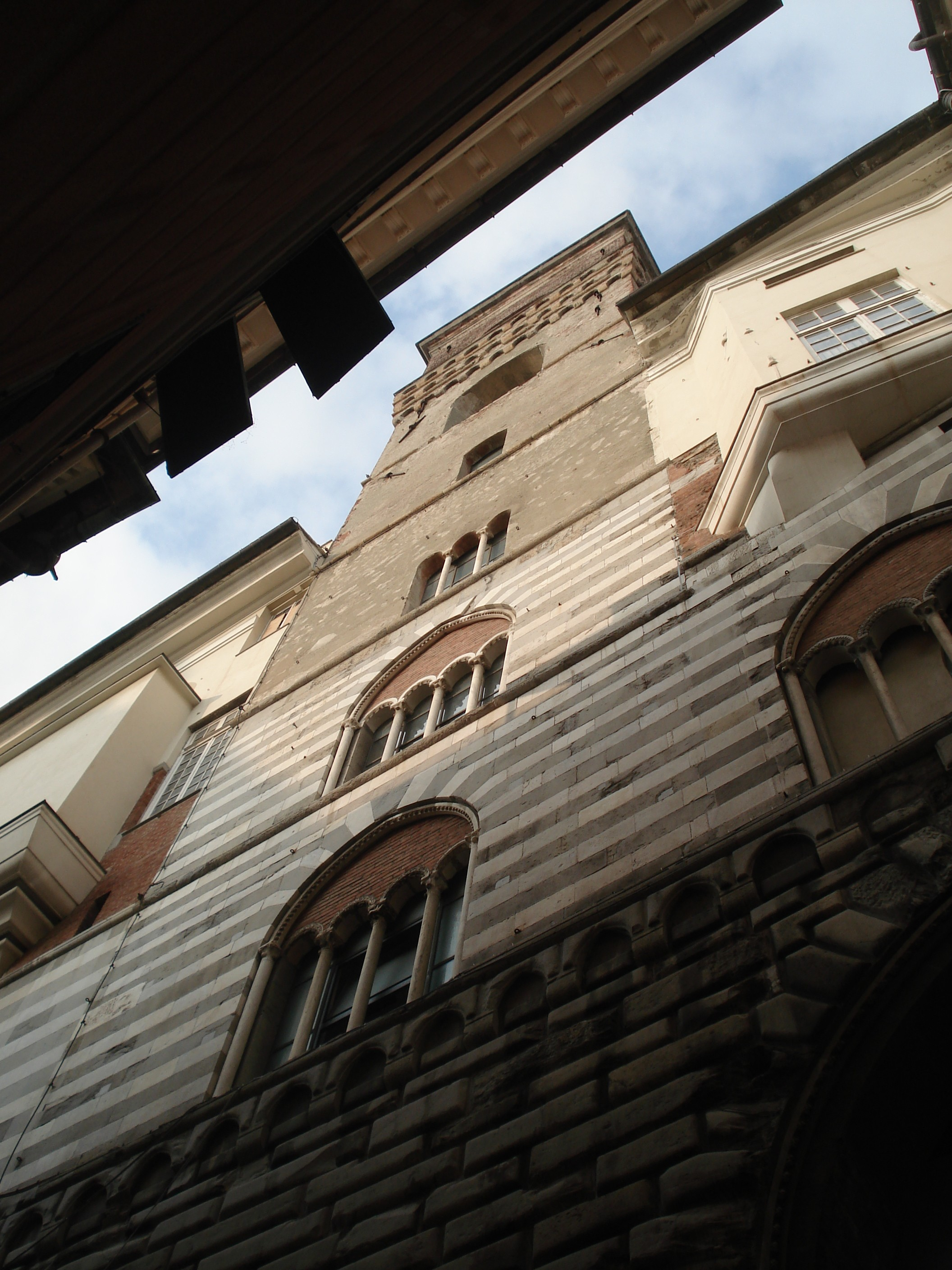
Voet van de Grimalditoren

De Grimaldi-toren bevindt zich in de Via Tommaso Reggio boven de loggia van het voormalige paleis van de volksabten. Het is onzeker wanneer de toren precies gebouwd is: volgens Orlando Grosso, die de toren herstelde in zijn vermoedelijke 14e-eeuwse vorm, zou de bouw tussen 1298 en ongeveer 1307 geweest moeten zijn. Andere historici denken dat het om een van de verdedigingstorens gaat van de ommuring uit de 10e eeuw. Waarschijnlijk is de toren al voor 1291 gebouwd en maakte hij toen deel uit van het huis van de familie Fieschi, toen dat in 1294 werd aangekocht als zetel van de Capitani del popolo. De naam Grimaldi zou dan afgeleid zijn van een van de vertrekken in het gebouw.
De toren bestaat uit zeven bouwlagen. De onderste vier maken deel uit van het paleis, terwijl de bovenste drie er bovenuit steken. De begane grond bestaat uit bossage-muurwerk, zoals bij het hele palazzo Fieschi, en ook is er een raam van recente datum. De eerste verdieping heeft net als de rest van het gebouw een decoratie van zwarte en witte strepen. Ook de tweede verdieping heeft dit patroon. Beide verdiepingen hebben ook een quadrifoor (een venster met vier ramen gescheiden door drie zuiltjes).
De andere verdiepingen zijn uitgevoerd in baksteen. De derde verdieping heeft een trifoor (een venster met twee zuiltjes erin). Halverwege de vierde verdieping staat de toren los van de rest van het gebouw. De vijfde verdieping heeft aan de straatkant een groot rondboogvenster, terwijl de twee zijkanten een bifoor venster hebben. Aan de bovenrand zijn drie rijen met boogfriezen uit 1539. Hierboven bevindt zich de hoogste verdieping uit de 17e eeuw. Al sinds de Middeleeuwen bevatte de hoogste verdieping een klok en tot aan 1941 hebben er verschillende klokken in de toren gehangen. In dat jaar werd de klok verwijderd en omgesmolten voor de wapenindustrie. In 1980 werd er een nieuwe klok in de toren gehangen dankzij de vereniging ‘Associazione A Compagna’, zoals ook op een plaquette onder aan de toren te lezen valt.

### Interieur

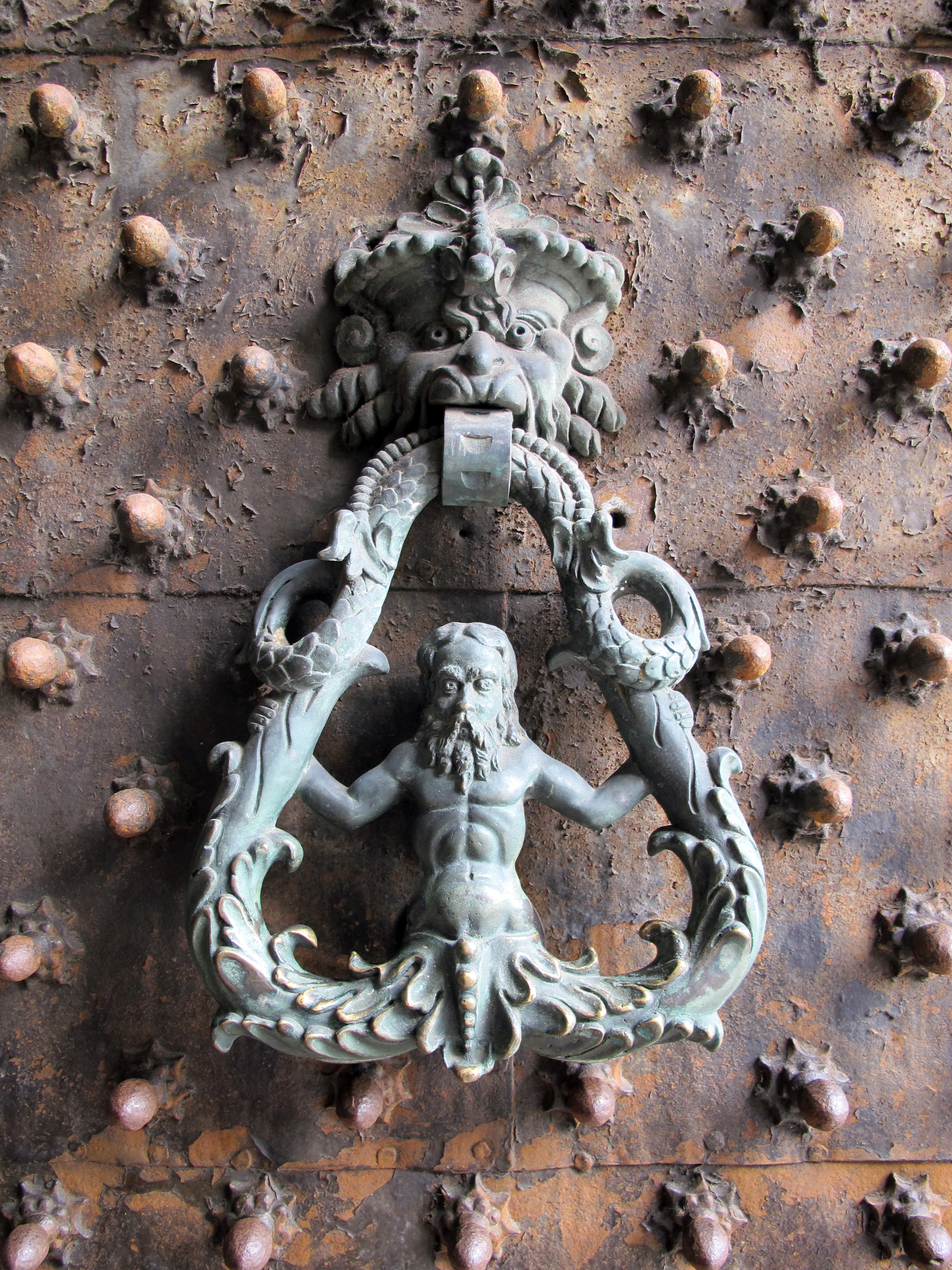
Detail van de toegangspoort

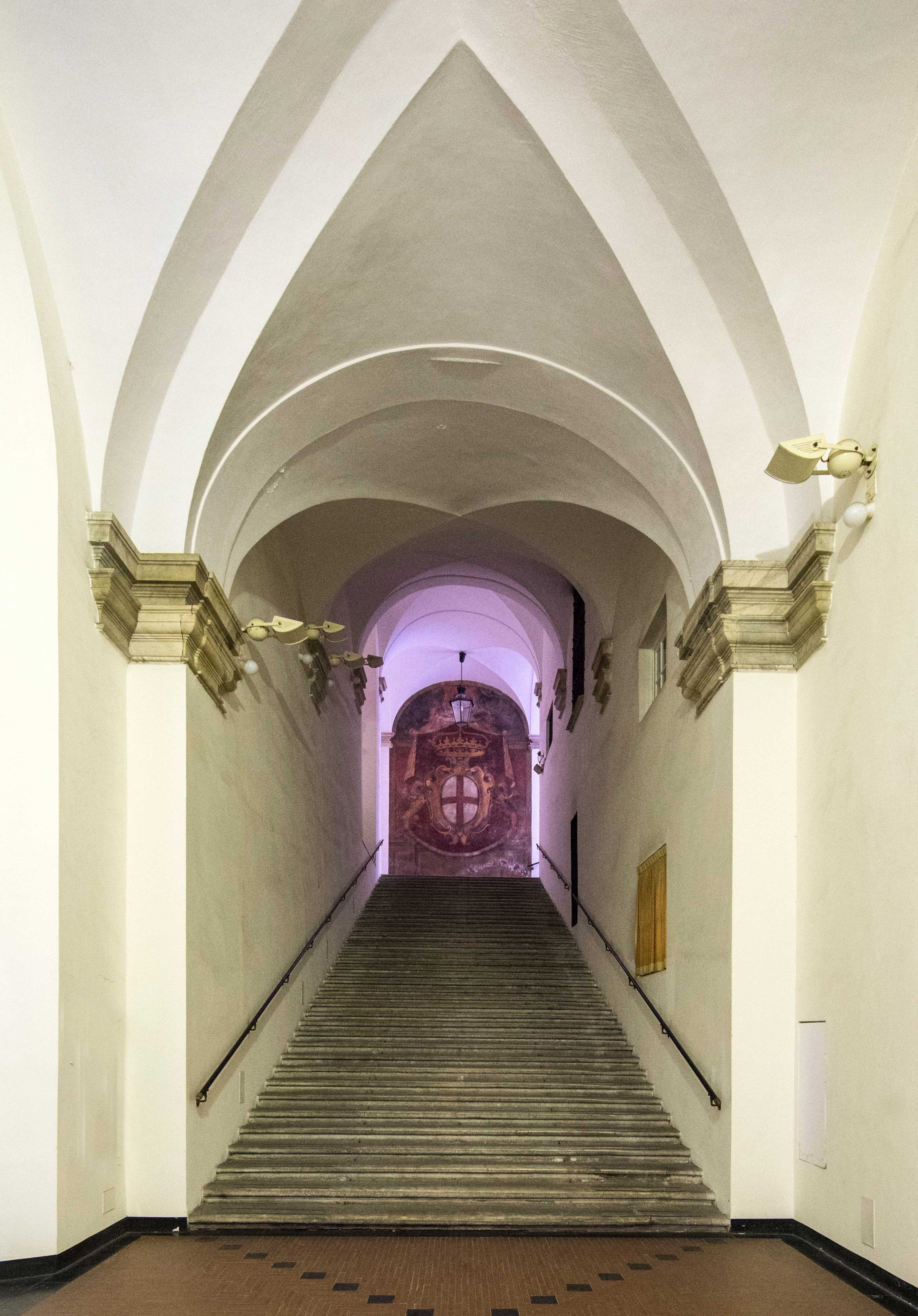
De grote trap met het wapen van Genua

De hoofdingang van het paleis wordt gevormd door de grote poort aan de Piazza Matteotti. Deze leidt naar een grote binnenplaats met zuilengalerij die is ontworpen door Vannone. Van hieruit kan men via een grote marmeren trap naar de eerste verdieping. Aan de westzijde van de binnenplaats kan men ook via een grote wenteltrap naar boven. Deze constructie is door de architect Giovanni Spalla ontworpen ter gelegenheid van de restauratie van 1992 en bestaat uit stalen elementen die afkomstig zijn uit de bombardementsschade van 1942. Het gaat om een grote ovale wenteltrap van ongeveer veertig meter hoogte, zodat alle verdiepingen vanaf de grote kelder tot aan de Grimaldi-toren bereikbaar zijn via deze trap.

#### Kelderverdieping
Via de stalen wenteltrap zijn ook de twee ondergrondse niveaus te bereiken. De onderste van deze twee heet Grote Cisterne (Cisterna maggiore), een ruimte die met de restauratie van 1992 weer toegankelijk is gemaakt. Het is een grote zaal die precies onder de grote binnenplaats ligt. Het plafond heeft kruisgewelven en rust op acht grote zuilen. Vroeger was het de grootste van de drie waterreservoirs van het paleis en zo ingericht dat het regenwater vanuit de binnenplaats hierin stroomde. Samen met de cisternes onder de kleine binnenplaats en het exercitieterrein (nu Piazza Matteotti), moest het de watervoorziening van het paleis verzekeren in het geval van een belegering. De restauratiewerkzaamheden hier hebben ook belangrijke archeologische ontdekkingen opgeleverd, zoals resten van middeleeuwse gebouwen en delen van een middeleeuwse verdedigingstoren, waarvan het bestaan tot dan toe onbekend was.
Een niveau hoger bevindt zich op het niveau van Piazza Matteotti en direct onder het atrium en de binnenplaatsen. Hier zijn de vertrekken van het voormalige stadhuis en het paleis van de volksabten, waarvan in de Salita all’Arcivescovado een deel van de loggia zichtbaar is. Precies tussen de Grote cisterne en de grote binnenplaats ligt de Zaal van de wapenmeester (Sala del monizioniere). Ook dit is een grote zaal met kruisgewelven die rusten op acht grote zuilen. Deze staan in het verlengde van de zuilen in de grote cisterne. De zuilen zijn bekroond met allerlei kapitelen, die Vannone had gehaald uit het materiaal van de gesloopte middeleeuwse constructies. Deze ruimte werd vroeger niet alleen gebruikt voor wapens en munitie, maar ook voor olie, wijn en hout, als stal en als opslagruimte voor draagstoelen.
Naast de zaal van de wapenmeester en onder het overdekte atrium bevinden zich nog meer ruimtes. Ook deze hebben kruisgewelven die op grote zuilen rusten. Ze werden vroeger gebruikt als opslagruimte voor alles wat maar nodig was om een belegering te kunnen doorstaan. Na de restauratie van 1992 worden ze gebruikt voor tentoonstellingen en bijeenkomsten. De ruimtes zijn te bereiken via de wenteltrap, maar ook via de deuren aan Piazza Matteotti.

#### Begane grond en de binnenplaatsen

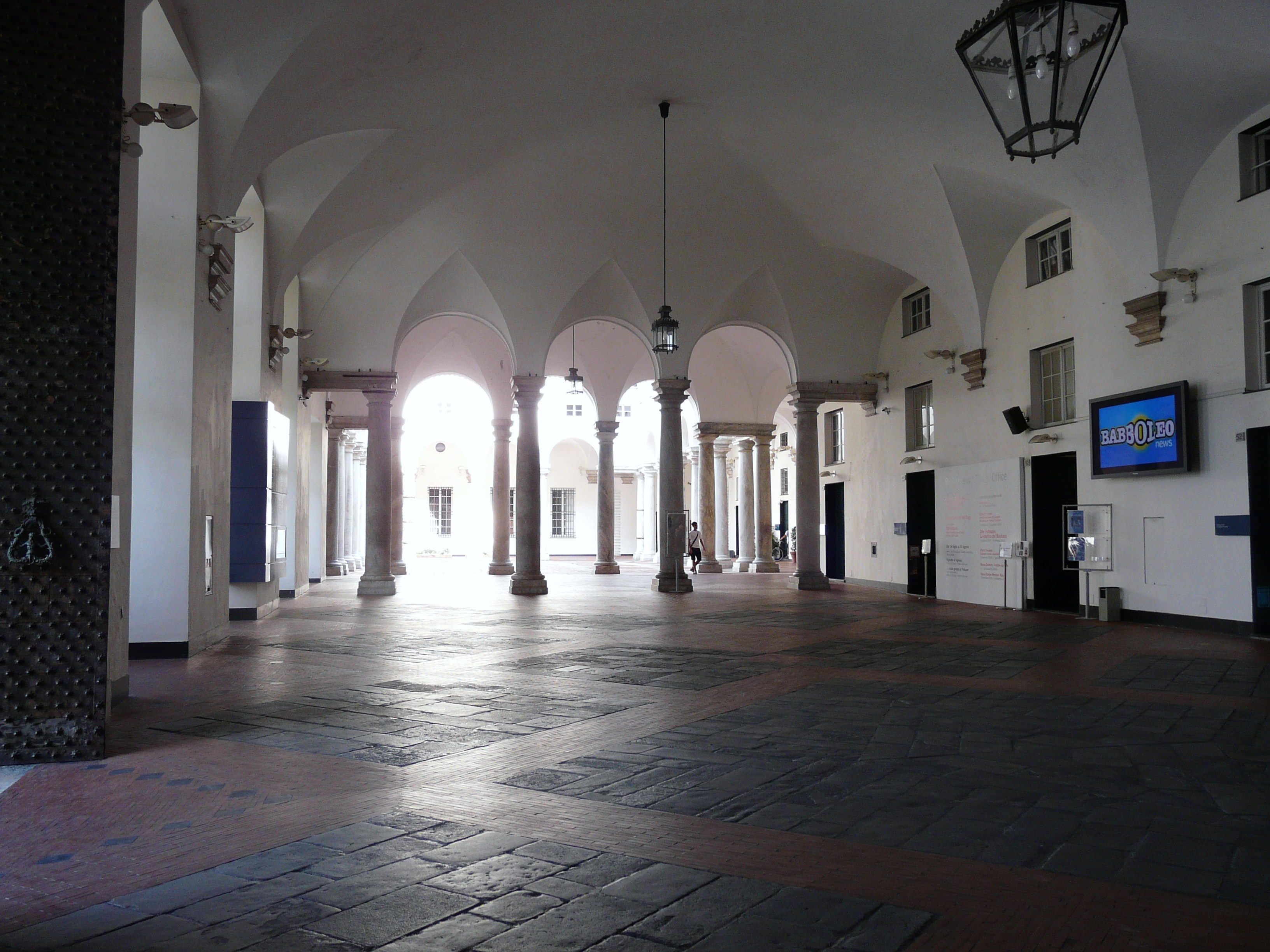
Het overdekte atrum van Vannone

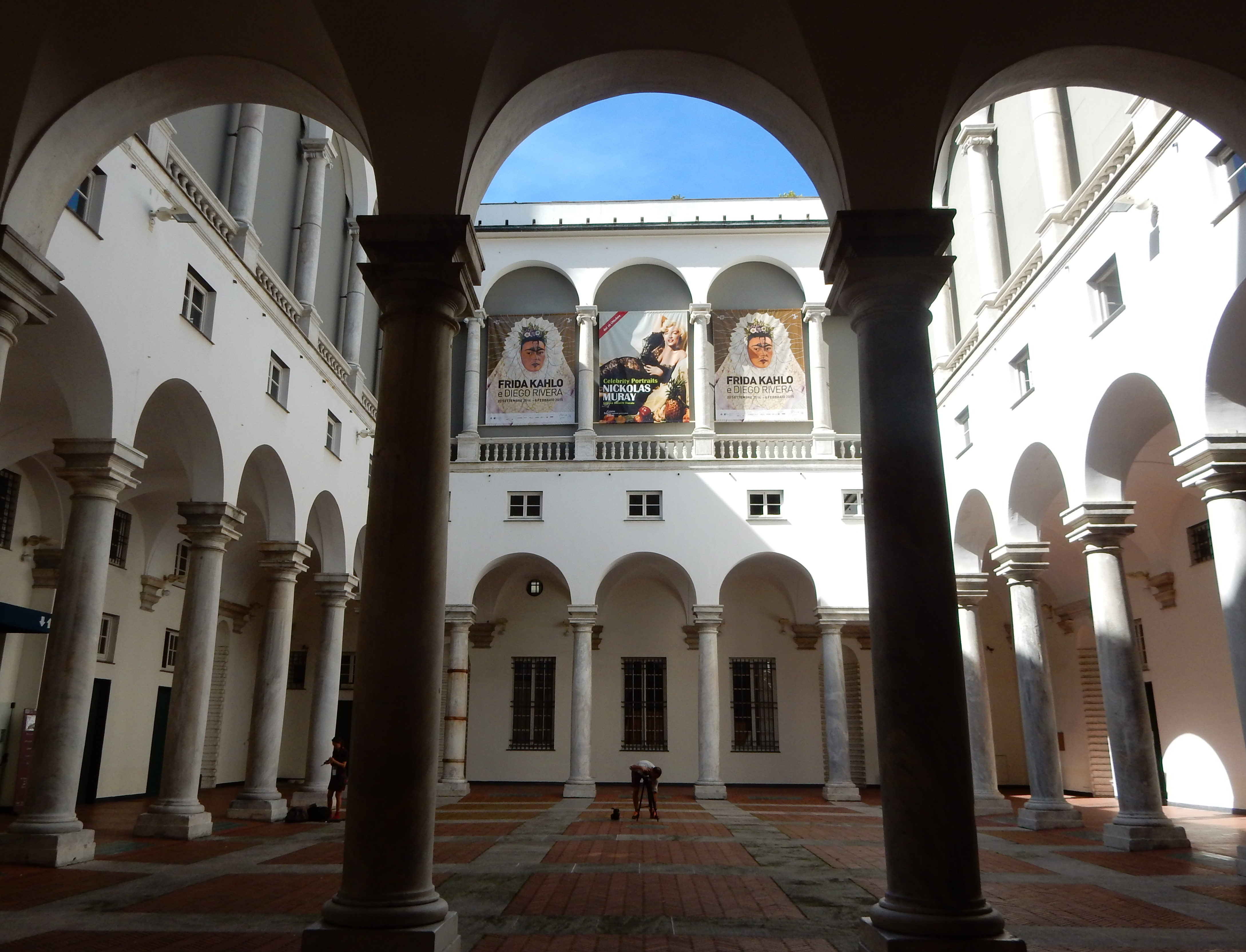
De grote binnenplaats

Een zeer bijzondere ruimte op de begane grond is het grote overdekte atrium, dat aan het eind van de 16e eeuw is gebouwd door Vannone. Wanneer men door de grote poort aan Piazza Matteotti het paleis binnenkomt, is dit de eerste ruimte die men betreedt. Het heeft een rechthoekige vorm van 43 bij 17 meter en is overdekt met een witgepleisterd kloostergewelf dat rust op vier grote zuilen aan de zijkant. Het gewelf geeft zo de indruk van een opbollend zeil.
Om het gewelf te ondersteunen heeft Vannone een structuur van ijzeren steunbalken aangebracht die voor het oog niet zichtbaar zijn, omdat ze achter het gewelf zitten. Hij gebruikte hiervoor een ijzeren stang die bevestigd is aan het hoogste punt van de buitenzijde (de dagkant) van het gewelf. Aan deze stang zitten twee diagonale stangen vast die rusten op de steunberen van het gewelf. Deze techniek werd door Vannone ook in enkele andere ruimtes van het paleis gebruikt.
Aan de oostkant en aan de westkant van het overdekte atrium zijn twee binnenplaatsen: de Grote binnenplaats en de Kleine binnenplaats. Ook deze zijn in maniëristische stijl gebouwd door Vannone.
De Grote binnenplaats bevindt zich boven de Grote Cisterne en de "Zaal van de Wapenmeester" en heeft ook dezelfde vorm en afmetingen. Aan drie zijden van de binnenplaats is een zuilengalerij met een tongewelf dat rust op Dorische zuilen. In de hoeken vormen drie zuilen samen één steunbeer van het gewelf. Tijdens de restauratie van 1992 kwamen achter de hoekzuilen verscheidene halfronde nissen tevoorschijn. Deze waren in de loop der eeuwen allemaal dichtgemetseld. De verdieping erboven heeft een loggia die dezelfde zuilstructuur heeft als de binnenplaats, inclusief de nissen en de drie hoekzuilen. Het enige verschil is dat de zuilen hier Ionische kapitelen hebben.
De Kleine binnenplaats heeft een vierkante vorm en heeft aan alle zijden een zuilengalerij met Dorische zuilen. Samen met het overdekte atrium en de Grote binnenplaats leveren deze drie ruimtes mooie doorkijkjes op.
Tijdens de restauratie van 1992 werd het vloeroppervlak van de binnenplaats iets opgehoogd, zodat het hetzelfde niveau kreeg als de rest van de begane grond. Als gevolg daarvan werden enkele treden verwijderd die daar door Grosso waren geplaatst, toen hij de drie poorten naar Piazza De Ferrari weer openstelde. Door deze ophoging konden ook de gewelven in de onderliggende cisterne weer hersteld worden. De poorten naar Piazza De Ferrari werden ook iets opgehoogd en daarom moest op het plein een trap aangelegd worden om weer aansluiting te krijgen op de ingang van het paleis.
Het plaveisel van de twee binnenplaatsen is tijdens de restauratie gereconstrueerd op basis van de nog aanwezige sporen van het originele plaveisel van Vannone. Het plaveisel bestaat uit een rooster van grote grijswitte vloertegels. In dit patroon worden de zuilen die tegenover elkaar staan, met elkaar verbonden. Daartussen zijn de vlakken opgevuld met bakstenen in vissengraatmotief. Het plaveisel van het overdekte atrium is aangelegd door een deel van het voorgaande plaveisel van leisteen te gebruiken en door verder gebruik te maken van klinkers. Deze zijn in hetzelfde patroon gelegd als in het gewelf erboven. Tussen de zuilen van de Grote binnenplaats zijn lichtgaten aangebracht, zodat het zonlicht ook de zaal van de Wapenmeester kan bereiken.
Het atrium en de binnenplaatsen werden vroeger gebruikt als een ceremoniële looproute, die vertrok vanaf de voormalige voorvleugel (de cortina die het plein afsloot) en uitkwam bij de grote trap naar de hoofdverdieping. Ook hadden deze ruimtes een functie als ontmoetingsplaats, waar politieke en bestuurlijke zaken besproken konden worden. In de omliggende vertrekken bevonden zich de kantoren van de diverse rechtbanken van de republiek Genua. De burgers van de stad hadden ook de mogelijkheid om anonieme aanklachten in te dienen. Dat kon door een briefje te deponeren in een gat tussen de zuilen in de kleine binnenplaats. Dit gat is nog altijd zichtbaar.
Toen het paleis na de restauratie weer voor het publiek werd opengesteld, wilde men het overdekte atrium zijn originele functie van ontmoetingsplaats weer teruggeven. De omliggende ruimtes kregen daarom een commerciële of een culturele functie, zoals de kaartjesverkoop, een café en enkele educatieve ruimtes. Ook zijn er twee boekwinkels en een vestiging van de historische vereniging Società ligure di storia patria.

#### De eerste verdieping

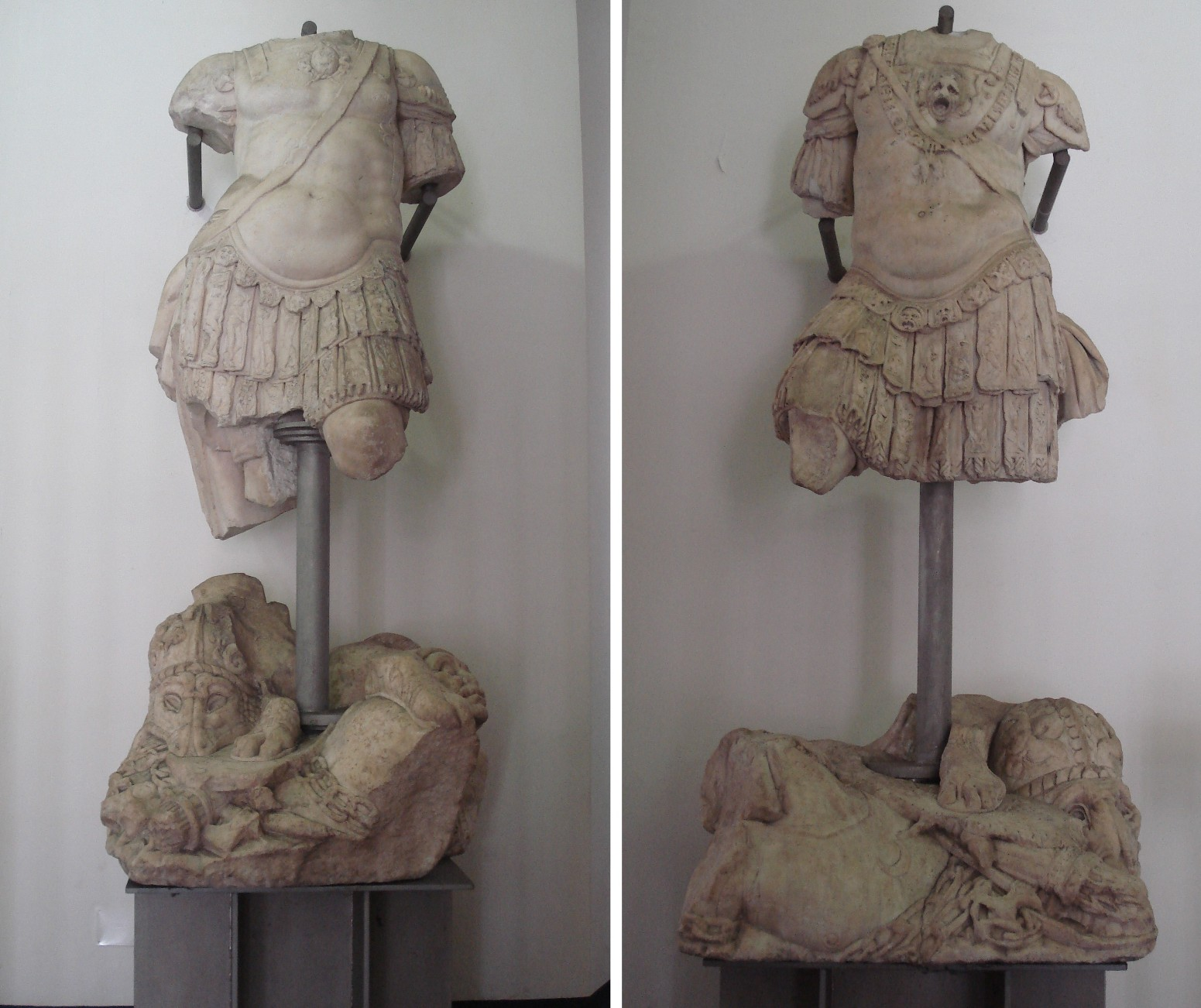
Overblijfselen van de beelden van Andrea Doria (rechts) en Giovanni Andrea Doria (links)

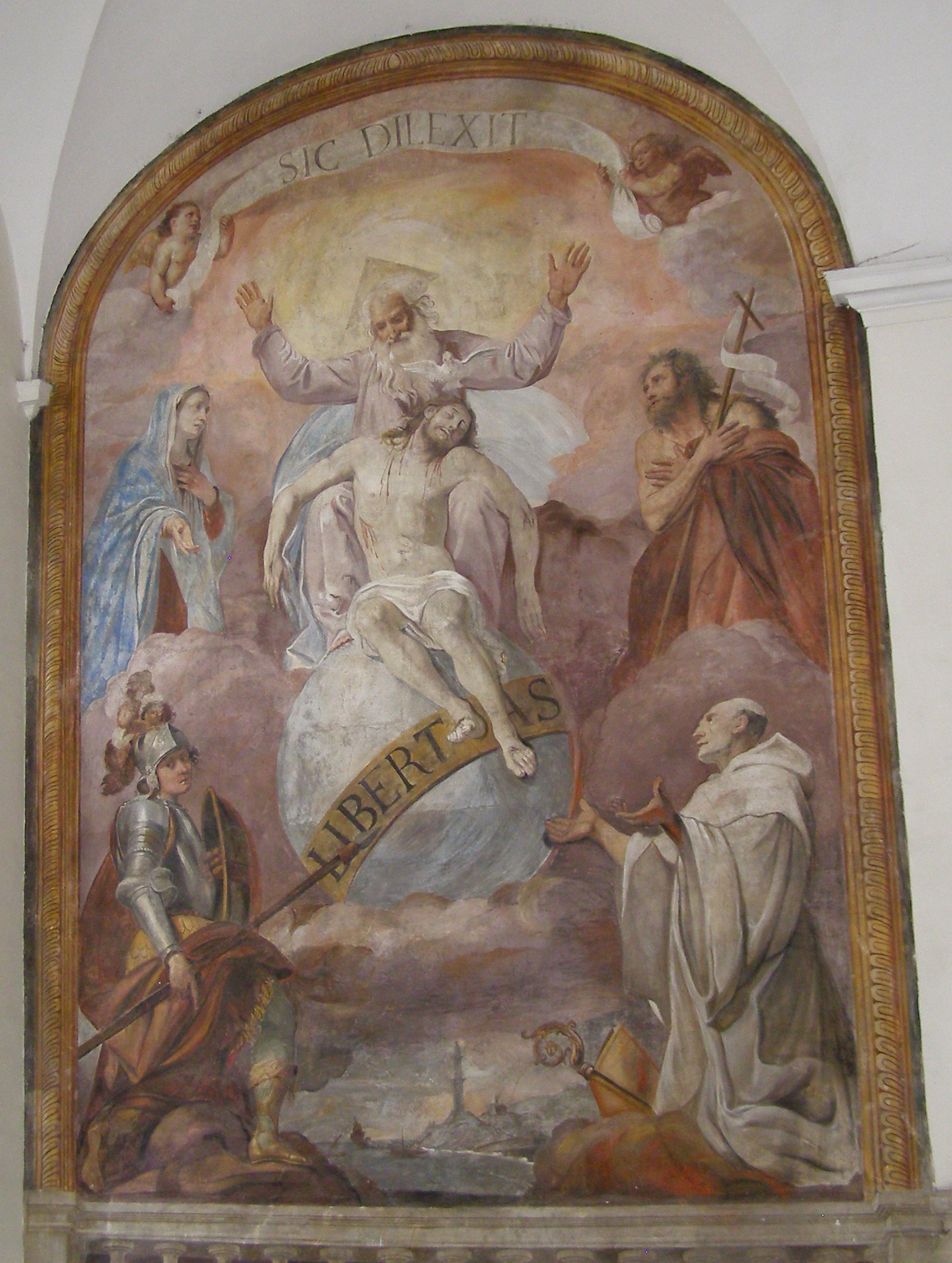
Maria en de patroonheiligen van Genua doen voorspraak bij de Heilige Drie-eenheid

In het overdekte atrium, recht tegenover de hoofdingang van het paleis, bevindt zich de grote trap van Vannone. Het eerste deel bestaat uit brede en lage marmeren traptreden, maar wanneer de trap bij de muur is gekomen, verdeelt hij zich in twee symmetrische trappen opzij. Op deze overloop staan de resten van de beelden van Andrea Doria en Giovanni Andrea Doria, die oorspronkelijk buiten stonden op de voetstukken aan de zijkant van de trap op Piazza Matteotti.
Op de overloop leidt de rechtertrap naar de loggia boven de kleine binnenplaats. De zuilen van deze loggia hebben dezelfde vorm en positie als die in de binnenplaats. Net als in de loggia boven de grote binnenplaats hebben ook hier de zuilen Ionische kapitelen. Na de loggia komt men in een ruimte die vroeger de wapenzaal was. Deze ligt langs de oostvleugel van het paleis. Deze vertrekken waren verbonden met de verdwenen voorvleugel (cortina) en ook door middel van een luchtbrug met de Gesùkerk. Deze luchtbrug is tijdens het oproer van 1848 neergehaald. Met de aanhechting aan het Koninkrijk Sardinië werd de wapenzaal veranderd in een vergaderzaal. Deze werd tijdens het bombardement van 1944 verwoest. Na de restauratie van 1992 herbergen de zalen het Gemeentearchief van Genua.
Bovenaan de rechtertrap bevindt zich een enorm wapenschild van Genua, gemaakt door Domenico Fiasella, zoals blijkt uit een betalingsbewijs uit 1638. Aan hem wordt ook het fresco toegeschreven dat bovenaan de linker trap hangt: De Maagd en de heiligen Johannes de Doper, Joris en Bernardus doen voorspraak bij de Heilige Drie-eenheid voor de stad Genua. Dit fresco werd rond 1630 gemaakt als dankbetuiging voor de overwinning in 1625 van Genua tegen de hertog van Savoye. Het is alleen vanaf de trap zichtbaar. Boven aan de linker trap komt men bij de loggia boven de grote binnenplaats. Hieraan liggen de aanzienlijkste vertrekken van het paleis: de salon van de Grote Raad, de salon van de Kleine Raad, de appartementen van de doge en de kapel van de doge.

##### Het appartement van de doge

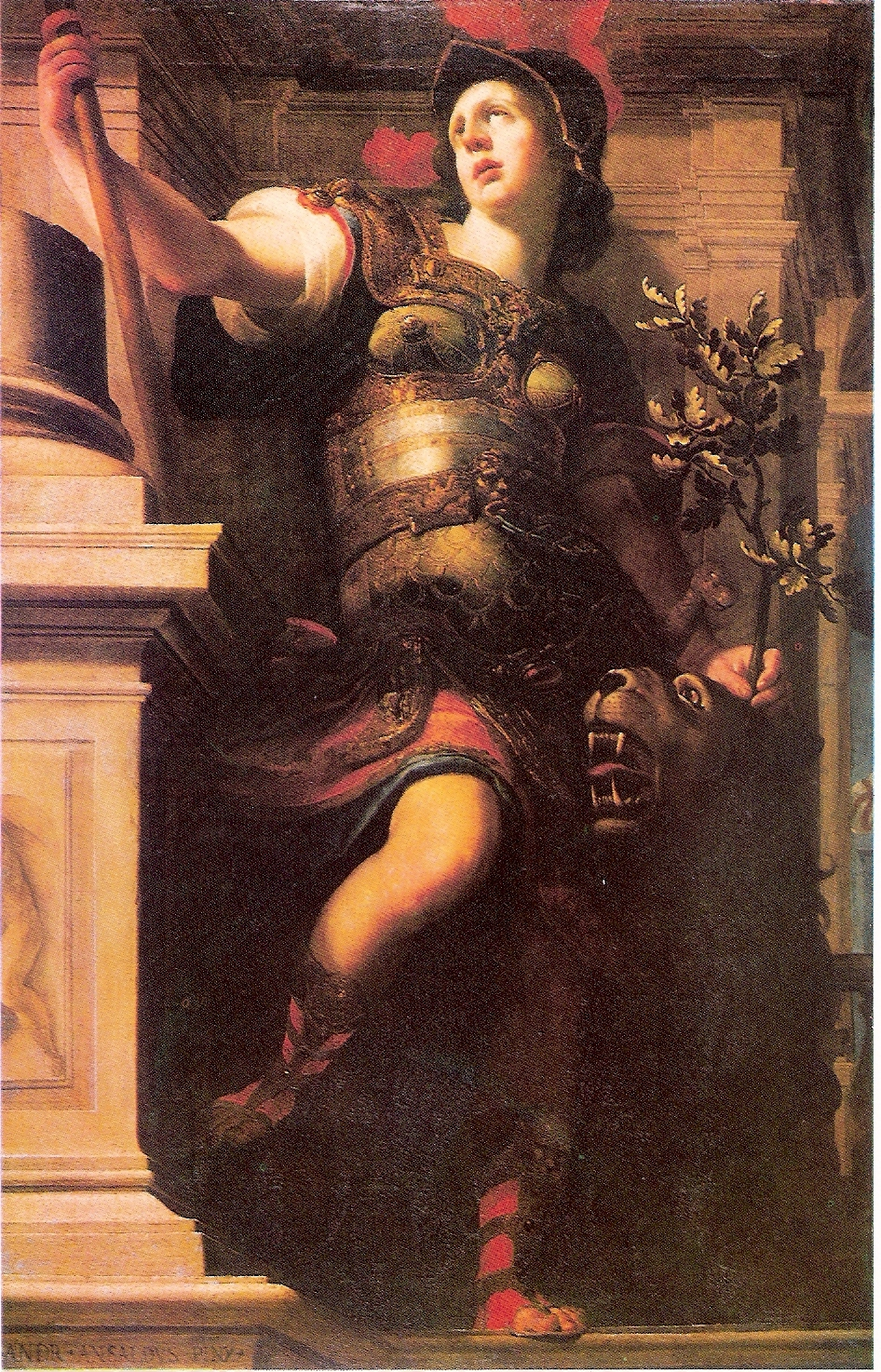
Kracht, Andrea Ansaldo

De noordzijde en de westzijde van de hoofdverdieping, die zich rond de loggia bevinden, waren bestemd voor de woonvertrekken van de doge. Met de introductie van de tweejarige ambtstermijn in 1528 waren de dogen in feite verplicht om hier hun hele ambtsperiode te wonen. Het laat-zestiende-eeuwse appartement bestaat uit twee vleugels die in elkaars verlengde liggen. De eerste heeft een rijke rococo versiering, terwijl de andere vleugel een neoclassicistisch uiterlijk heeft.
De eerste zaal aan de noordzijde is nog gedecoreerd met het originele behangpapier. In de linkerwand is een dichtgemetselde deur, die leidde naar een trap naar beneden, waarmee men een tussenverdieping kon bereiken. Hier bevonden zich nog weer andere vertrekken van de doge. Deze waren vanwege hun dikke muren wat intiemer en comfortabeler tijdens de koude en hete maanden van het jaar. Hier waren ook de keukens en de vertrekken van het personeel, zoals de wapensmid, de torenbewaker, de portiers en de ordonnansen. Na de restauratie van 1992 is de tussenverdieping ook toegankelijk gemaakt met de wenteltrap. Nu bevinden zich hier enkele kantoren van de gemeente en van het bedrijf dat het paleis beheert.
De tweede en derde zaal zijn versierd met verguld stucwerk in rococostijl. Te zien zijn de kardinale deugden, panoplieën met wapens en vlaggen, muziekinstrumenten en dieren. In de derde zaal is bijzonder behangwerk te zien en ook enkele wandtapijten. Op een panoplie is het jaartal 1756 aangebracht, dat wordt beschouwd als het jaar waarin de decoraties van de eerste drie zalen zijn gemaakt.
De vierde en vijfde zaal zijn de grootste ruimtes van het appartement. De zaal in de hoek, ook wel Zaal van de doge genoemd, heeft de rijkste versiering van het hele appartement. Op een cartouche is te lezen dat de neoclassicistische decoratie is gemaakt in 1771 tijdens de ambtsperiode van Giovanni Battista Cambiaso. Boven de deur bevinden zich vier doeken uit de 17e eeuw die de kardinale deugden voorstellen. Aan de muren hangen enkele wandtapijten die De geschiedenis van Mozes voorstellen. Deze zijn in de tweede helft van de 16e eeuw gemaakt door de Vlaamse kunstenaar Dionys Martensz op basis van schetsen van Luca Cambiaso (deze worden bewaard in palazzo Doria-Spinola). Op het plafond, dat helemaal gedecoreerd is met schitterend stucwerk, is een groot medaillon waarin waarschijnlijk op allegorische wijze de ontdekking van Amerika door Columbus is afgebeeld. Het stucwerk is van de hand van de kunstenaars Alessandro Bolina en Bartolomeo Fontana. Ook de witmarmeren open haard is het vermelden waard. Deze is gedecoreerd met tweekleurige keramiektegels.
De vijfde zaal, ook wel ‘Antichambre van de doge’ genoemd, heeft stucwerk in dezelfde stijl als de vierde zaal. Ook hier zijn een aantal panoplieën die de militaire macht van Genua symboliseren. De decoraties in de zesde zaal hebben weer het thema van de kardinale deugden. In de laatste zaal was vroeger een deur die toegang gaf naar de luchtbrug over de Salita dell’Arcivescovado. Hier had men een directe doorgang naar de rechtbank en de kathedraal.

##### De kapel van de doge

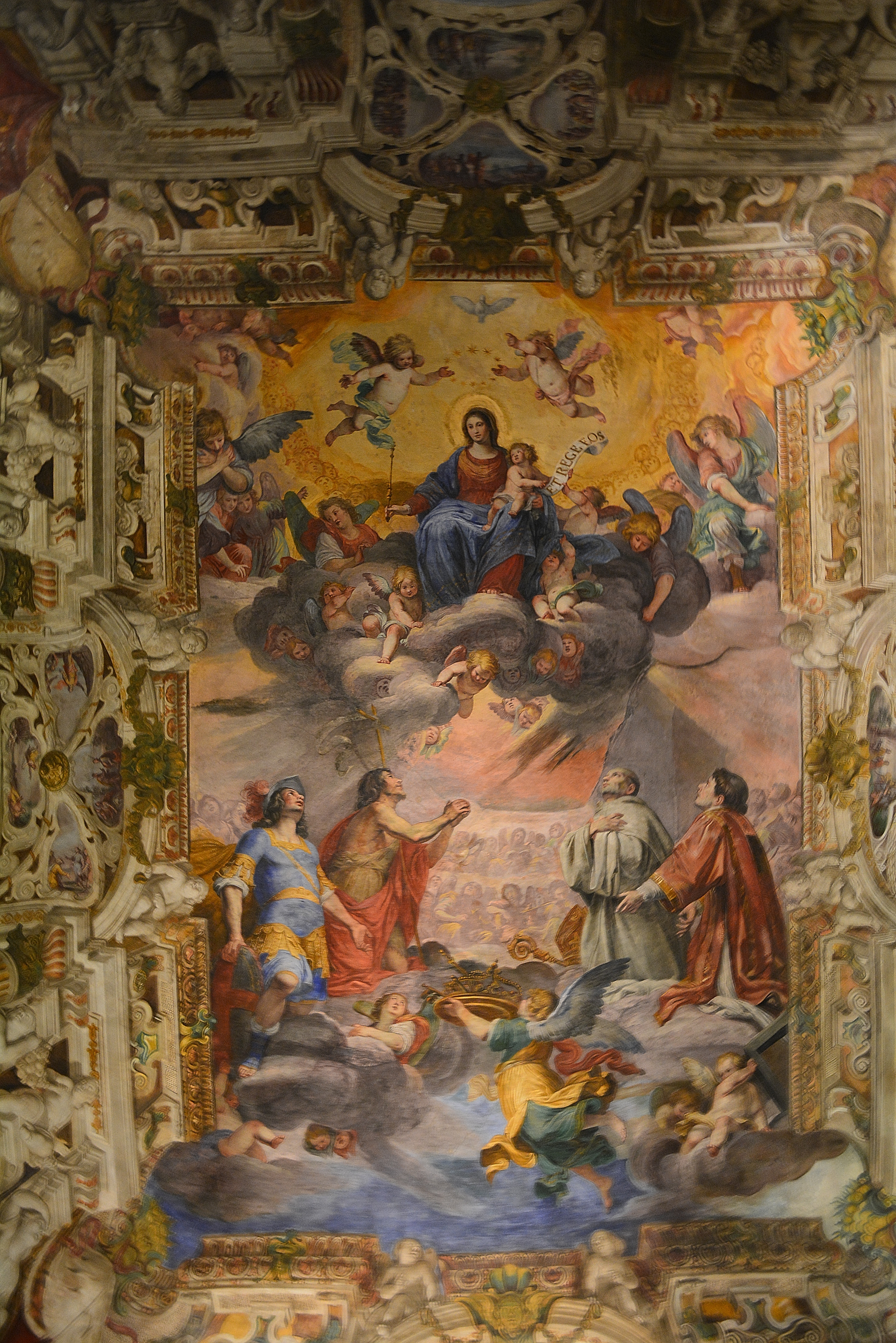
Fresco op het plafond van de kapel

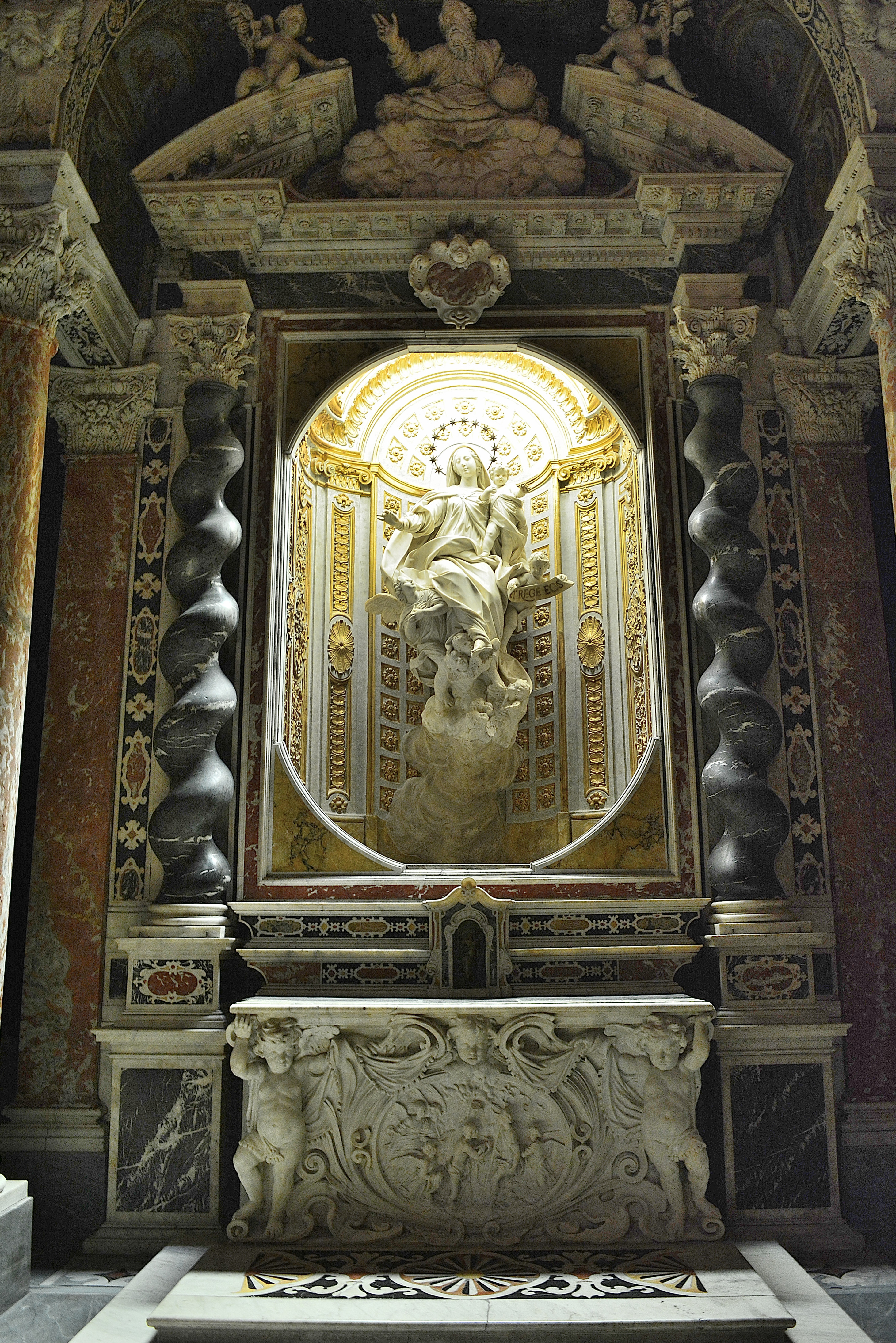
Altaar van de kapel

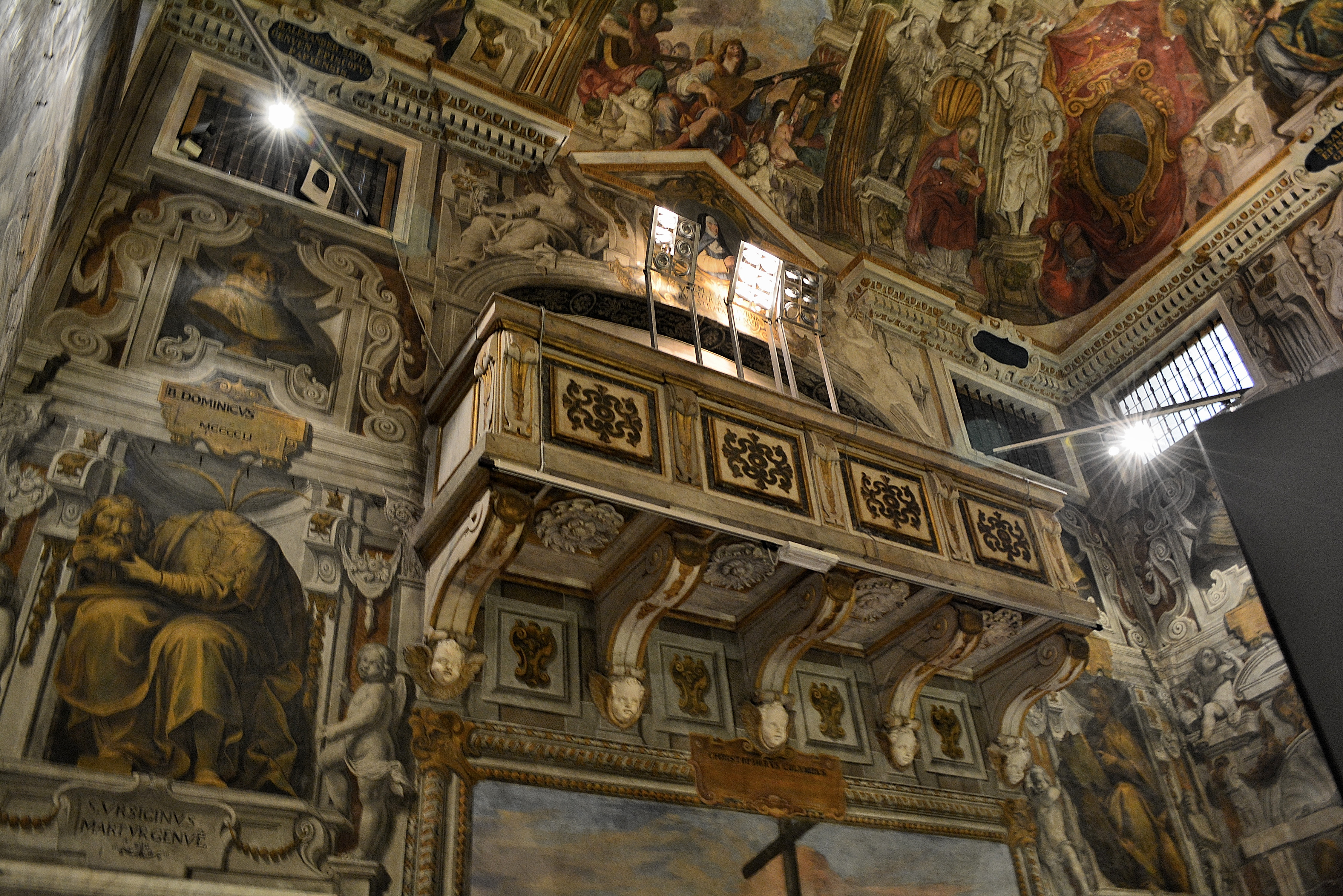
Balustrade voor de cantorij

Voorbij de privévertrekken van de doge is in de zuidwesthoek van de loggia de ingang naar de kapel. Het is een overdadig versierde en daardoor indrukwekkende ruimte. De muren en het plafond zijn volledig beschilderd met fresco’s die roemrijke momenten en personen uit de geschiedenis van Genua laten zien. In het midden van de muur naast de ingang is het fresco Christoffel Columbus plant het kruis in de Nieuwe Wereld te zien. Daarnaast, boven de deuren die de kapel met het appartement en de loggia verbinden staan portretten van de Genuese martelaars Ursicinus en Desiderius. Nog hoger staan de zalige Domenico Genuense, Maria Vittoria De Fornari Strata, Alessandro Sali en nog twee figuren waarvan de naam onleesbaar is.
Op de muur bij binnenkomst rechts van de deur is De verovering van Jeruzalem door Guglielmo Embriaco tijdens de Eerste Kruistocht. Rondom zijn de portretten van de zalige Jacobus de Voragine en Lanfranchino en de heilige Bonus en Valentinus te zien. Deze fresco’s en ook die op de andere wanden en op het plafond zijn tussen 1653 en 1655 geschilderd door Giovanni Battista Carlone. De geschilderde bogen en zuilen zijn het werk van Giulio Benso.
Op de tegenoverliggende muur is het fresco De aankomst van de overblijfselen van Johannes de Doper in Genua te zien met rondom de heiligen Barnabas, Albertus, Catharina Fieschi Adorno en de Genuese bisschoppen Salomo en Romulus en ook een beschermengel.
Het plafond is volledig bedekt met een schildering van Maria die wordt aangeroepen door de Genuese beschermheiligen Joris, Johannes de Doper, Laurentius en Bernardus. De Maagd wordt voorgesteld als koningin van Genua (waartoe zij in 1637 was uitgeroepen) en ontvangt van enkele engelen de kroon, de sleutels en de scepter van de stad.
De achterwand van de kapel wordt gebruikt voor het marmeren altaar. Er staan zuilen omheen in dezelfde kleur marmer als de geschilderde zuilen op de muren van de kapel. Twee ramen aan weerskanten van het altaar zorgen voor het licht in de kapel. Eerst stond er op het altaar een altaarstuk van Giovanni Battista Paggi, dat deze in 1603 aan de stad had geschonken. Het stelde De Madonna met kind tussen de heiligen Joris en Johannes de Doper voor. In de 18e eeuw werd het altaarstuk vervangen door een beeldhouwwerk van Francesco Maria Schiaffino: De Maagd als koningin van Genua.
De vloer heeft een barokke decoratie met inlegwerk van veelkleurig marmer.

##### De salon van de Grote Raad

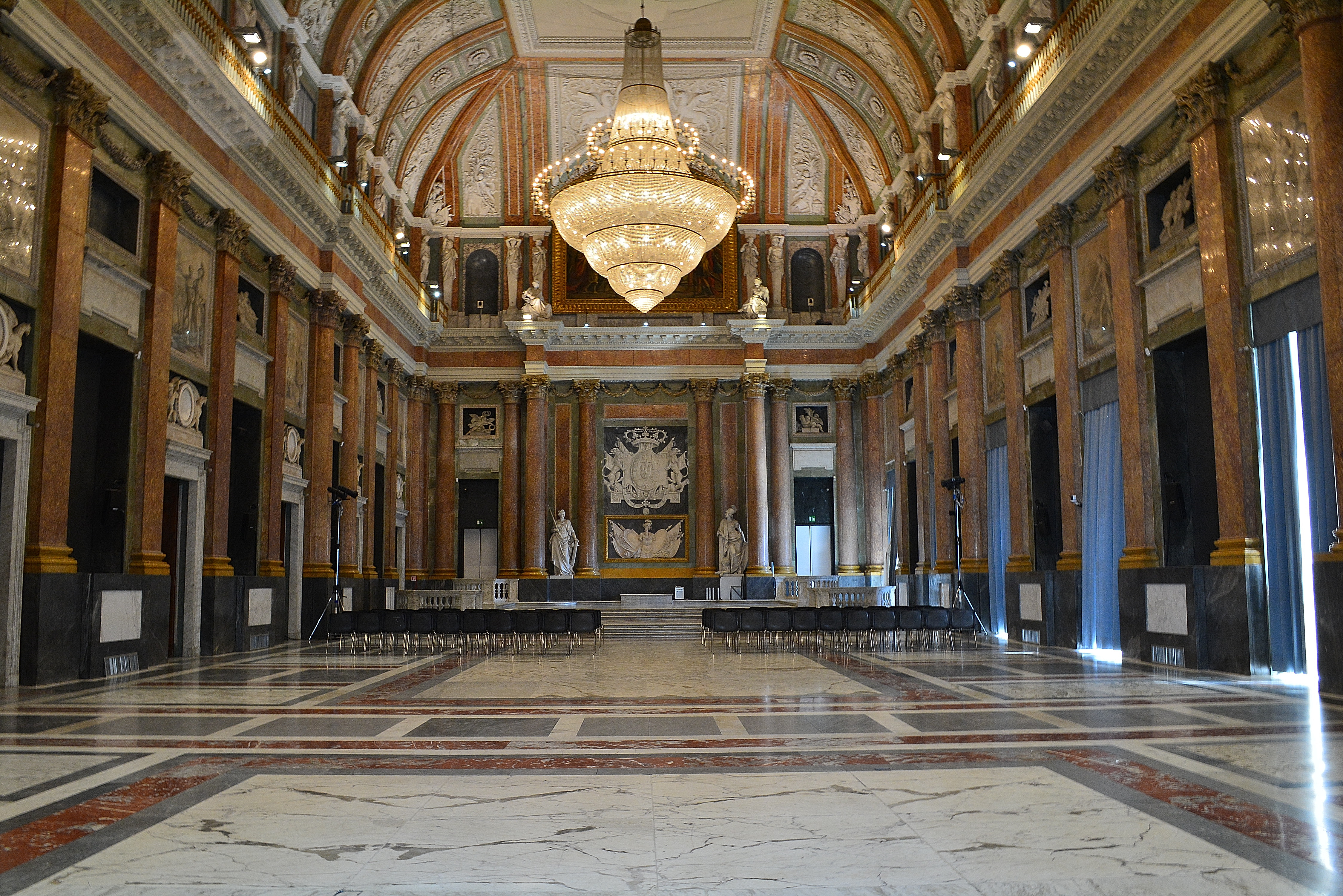
De salon van de Grote Raad

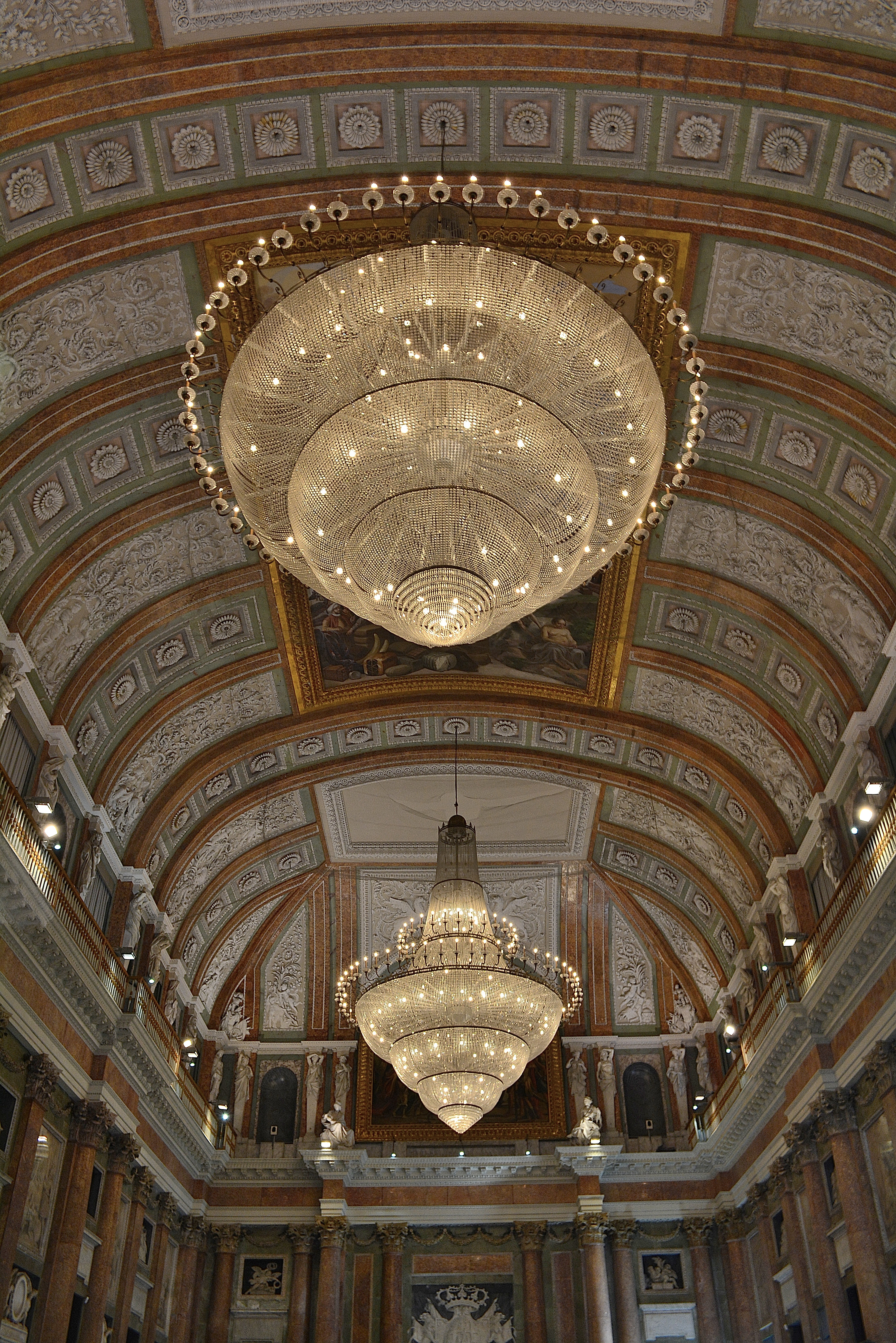
Plafond van de Salon van de Grote Raad

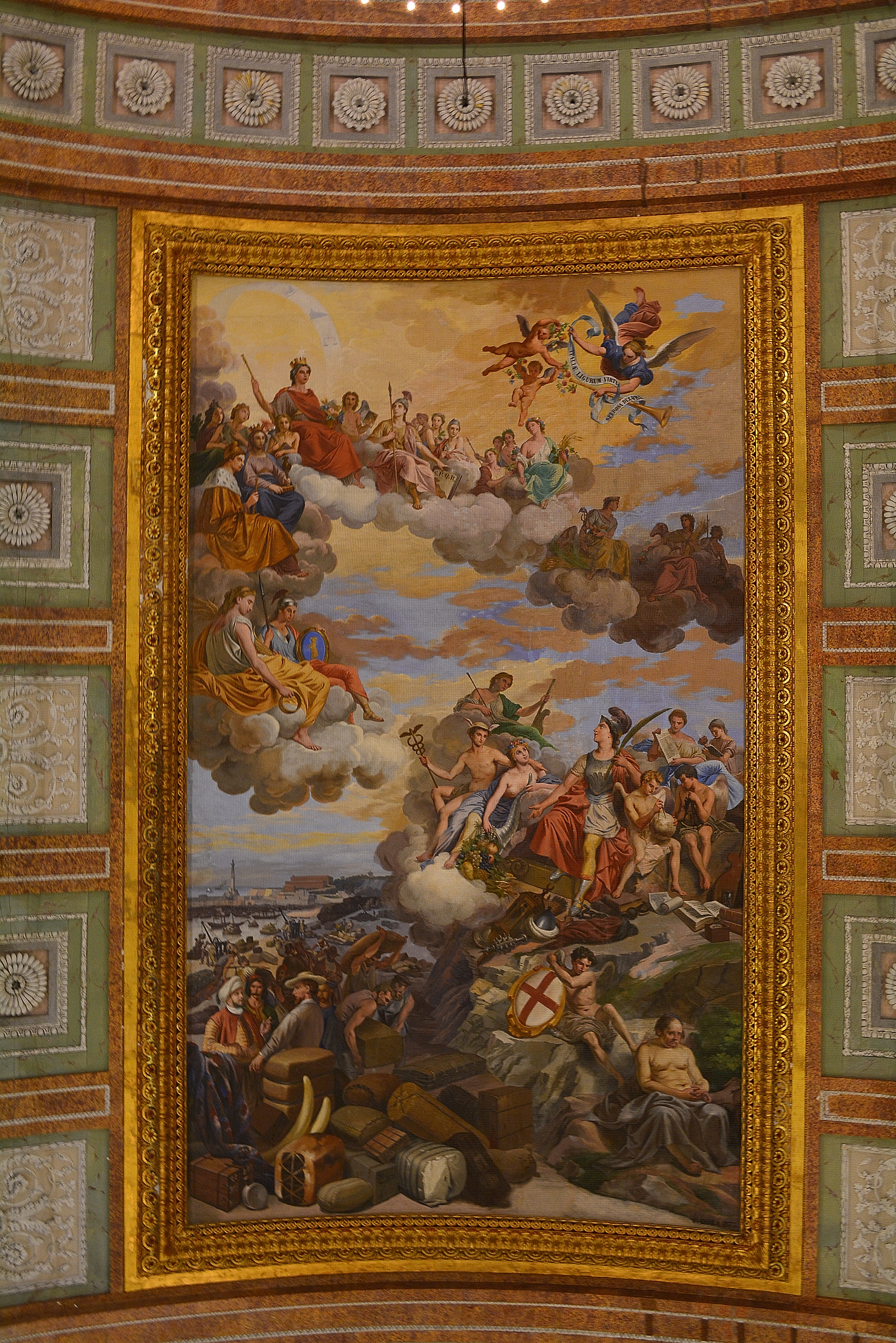
Allegorie van de koophandel van de Liguriërs, Giuseppe Isola

De salon van de Grote Raad is de meest indrukwekkende zaal van het paleis. Samen met de salon van de Kleine Raad beslaat hij het gehele centrale gedeelte van het gebouw, recht boven het overdekte atrium. De huidige aanblik van de salon is te danken aan de veranderingen die Simone Cantoni in 1978 heeft aangebracht. De afmetingen van de zaal – 37 bij 16 meter – stammen al uit de tijd van Vannone die de zaal toen groot genoeg maakte voor de vierhonderd leden van de Grote Raad van de republiek Genua. In deze zaal werd de doge verkozen en vonden de officiële vergaderingen van de Raad plaats. Ook werd de zaal gebruikt voor feesten, bals en theateruitvoeringen.
Door de brand van 1777 werd de hoofdverdieping van het paleis zwaar beschadigd en dus ook de beide salons. In het volgende jaar begon de restauratie onder leiding van Cantoni. In de salon van de Grote Raad gebruikte Cantoni wat er nog over was van de muren van Vannone en hij overwelfde de zaal met een stenen tongewelf, waarvan de vorm doet denken aan een ondersteboven gekeerd schip. Het vorige plafond was gemaakt van hout. Als tegengewicht van het veel zwaardere plafond, kreeg de voorgevel aan Piazza Matteotti een nieuwe neoclassicistische gevel, waarvan de zuilen het extra gewicht moesten dragen. In de loop der jaren heeft de druk op de muren toch schade veroorzaakt en gezorgd voor een verzakking van de voorgevel. Dit heeft geleid tot een verzwakking van de plafonds in de beide salons. Tijdens de restauratie van 1992 is het gebouw versterkt door het aanbrengen van enkele stalen balken in de muren en in de ruimte onder het dak.
De salon is volledig gedecoreerd in neoclassicistische stijl met veel kleurafwisseling in het marmer en in het gestucte imitatiemarmer. In de lange wanden zijn marmeren of gestucte halfzuilen aangebracht. Daartussen zijn in nissen standbeelden neergezet. Boven de zuilen is een balustrade en daarboven, in het verlengde van de zuilen eronder en de ogieven in het plafond, staan kariatiden. Deze zijn het werk van de Zwitserse kunstenaar Carlo Luca Pozzi, in samenwerking met Alessandro Bolina en Bartolomeo Fontana, die ook de decoratie van het plafond heeft gemaakt.
Naast de ingang staan twee beelden van de Genuese kunstenaar Andrea Casareggio die de Eendracht en de Vrede voorstellen. Bij de tegenoverliggende wand staan beelden van Rechtvaardigheid en Kracht, gemaakt door Nicolò Traverso en Francesco Maria Ravaschio. Aan deze kant van de salon stond ook de troon van de doge, die bij de revolutie van 1797 is vernietigd. Op de muur boven de balustrade boven de ingang bevindt zich een groot lunet met daarin de slag bij Meloria afgebeeld, een werk van de Giovanni David uit Piëmont. Hij maakte ook de schets voor het lunet aan de overkant met als thema Doge Leonardo Montaldo bevrijdt Jacobus van Lusignan, koning van Cyprus, dat werd geschilderd door Emanuele Tagliafichi. Deze twee lunetten werden geschilderd als vervanging van schilderijen van Marcantonio Franceschini en Tommaso Aldovrandini, die in de brand van 1777 verloren waren gegaan.
Tussen de zuilen van de lange wanden is een serie schilderingen in grijstinten. Deze zijn in neoclassicistische stijl geschilderd en hebben allegorische thema’s. Ze zijn gemaakt ter gelegenheid van het bezoek van Napoleon in juli 1805. In het midden van het plafond is een groot fresco dat de Allegorie van de koophandel van de Liguriërs voorstelt. Dit kunstwerk is in 1866 gemaakt door Giuseppe Isola ter vervanging van een fresco uit 1785 van Giandomenico Tiepolo dat Ligurië en de glorie van de familie Giustiniani voorstelde. Dit fresco was echter enkele tientallen jaren later al vergaan. De vloer van de salon bestaat uit marmer van verschillende kleuren dat in geometrische patronen is gelegd. Na de restauratie in 1992 zijn er twee grote kroonluchters opgehangen. De salon wordt nu gebruikt voor tentoonstellingen, conferenties, concerten en andere culturele evenementen.

##### De salon van de Kleine Raad
De salon van de Kleine Raad, ook wel ‘salonetto’ genoemd, was vroeger bestemd voor de vergaderingen van de Kleine Raad van de republiek Genua. Hij bevindt zich naast de andere salon en samen beslaan zij het gehele centrale gedeelte van het paleis. Aan de noordkant grenst de salon aan de Salita del Fondaco. Vanwege zijn ligging werd de salon ook wel de ‘zomersalon’ genoemd, omdat hij ’s zomers werd gebruikt voor de vergaderingen van de Kleine Raad. De ‘wintersalon’ lag aan de zuidkant van het paleis, maar die is opgeheven tijdens een verbouwing in de 19e eeuw. De ruimte wordt nu gebruikt voor tentoonstellingen van de Regio Ligurië.
De zaal heeft een omvang van 20 bij 13 meter. Hij werd tijdens de brand van 1777 zwaar beschadigd, maar daarna door Simone Cantoni weer hersteld. Net als bij de salon van de Grote Raad werd ook hier het houten plafond vervangen door een stenen tongewelf. Ook de decoratie van de zaal werd volledig vernieuwd.
De salon is bereikbaar via een kleine hal vlak bij de linker trap. Tussen de trap en deze hal maakt Cantoni een klein kamertje, waarin hij een smalle wenteltrap maakte naar de verdieping erboven. De neoclassicistische decoratie van de salon is vooral het werk van de schilder Carlo Giuseppe Ratti en de stucwerker Carlo Luca Pozzi, die ook werkte aan het stucwerk in de grote salon. Ratti maakte dertien schilderijen met voorstellingen van Allegorieën van de deugden van goed bestuur. Hij schilderde Wijsheid, Grootmoedigheid, Eendracht, Kracht, Naastenliefde, Waakzaamheid, Zachtmoedigheid, Vrede en Gerechtigheid, Hoop, Geluk, Waarheid, Geschiedenis, Discretie. Boven de deuren maakte hij kleine schilderijen in grijstinten van putto’s, maar boven de ingang schilderde hij een afbeelding van de god Janus.
Op het plafond zijn in grijstinten twee schilderijen te zien: Ligurië deelt zijn schatten uit aan de provincies en Janus offert aan de vrede. Ook dit zijn werken van Ratti. In het midden is De apotheose van de Republiek met de allegorie van de Goddelijke wijsheid te zien. Ratti maakte dit op basis van een schets van Domenico Piola. Die had in 1700 met deze schets de prijsvraag gewonnen voor de decoratie van de grote salon. Deze drie schilderijen moesten in 1949 ingrijpend gerestaureerd worden vanwege schade door de bombardementen uit de Tweede Wereldoorlog. Ratti schilderde ook de lunetten onder het plafond aan de korte kanten van de salon. Zij stellen De landing van Columbus in Indië en De aankomst van de overblijfselen van Johannes de Doper in Genua voor. Deze vervingen de voorgaande schilderijen van Francesco Solimena, die in de brand van 1777 verloren waren gegaan, maar waarvan gelukkig de schetsen nog bestonden. Tegen de lange wanden staan verder nog acht borstbeelden van beroemde personen uit de geschiedenis van Genua. De makers hiervan, Nicolò Traverso, Andrea Casareggio en Francesco Maria Ravaschio, werkten ook aan de gevel aan Piazza Matteotti en in de salon van de Grote Raad. De karakteristieke ronde balustrade achter in de zaal is het werk van Carlo Barabino. Deze bakende de ruimte af die voor de doge gereserveerd was.

#### De hogere verdiepingen

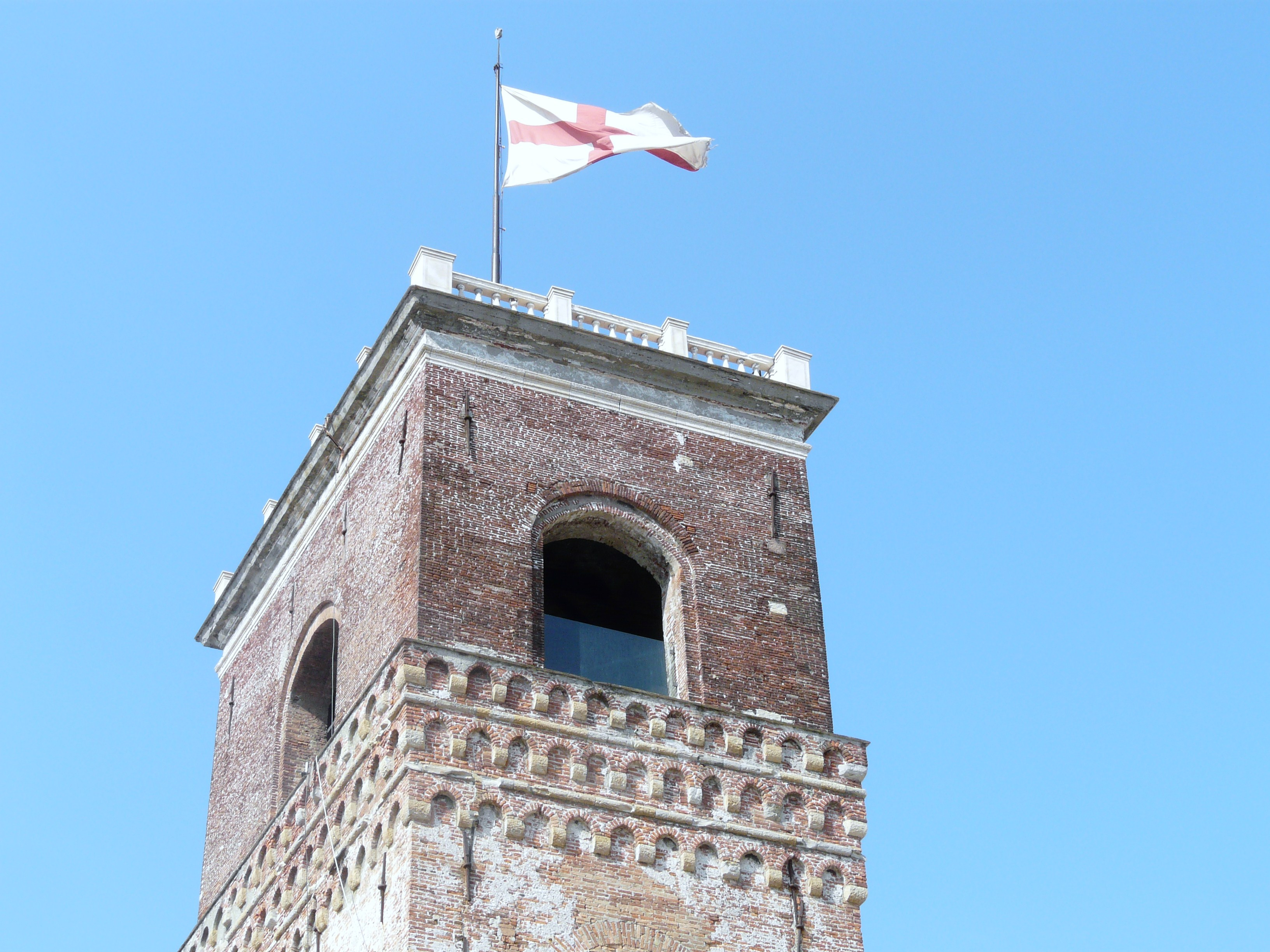
De top van de Grimalditoren

Via de grote loggia is de wenteltrap bereikbaar. Via deze trap kan men de hogere verdiepingen bereiken: de tweede tussenverdieping, het terras, de kerkers en de Grimaldi-toren. De tweede tussenverdieping bevat enkele kantoren van de gemeente Genua. Het terras bevindt zich boven de grote loggia. Er is hier een restaurant en men heeft een goed zicht op de top van de Grimalditoren. Ook de plafonds van de twee salons en de beelden op de gevel aan de Piazza Matteotti zijn hier goed te bekijken. Wanneer men via de wenteltrap nog hoger gaat, komt men bij wat vroeger de kerkers van het paleis waren. Iets voorbij de ingang, links van de trap, is een bijzonder reliëf te zien uit de late 16e eeuw. Het stelt een geblinddoekte Fortuna voor, waarvan het hoofd lijkt te veranderen in een vaas gevuld met fruit en waarbij de blinddoek dwars door de ogen heen gaat.

##### De kerkers

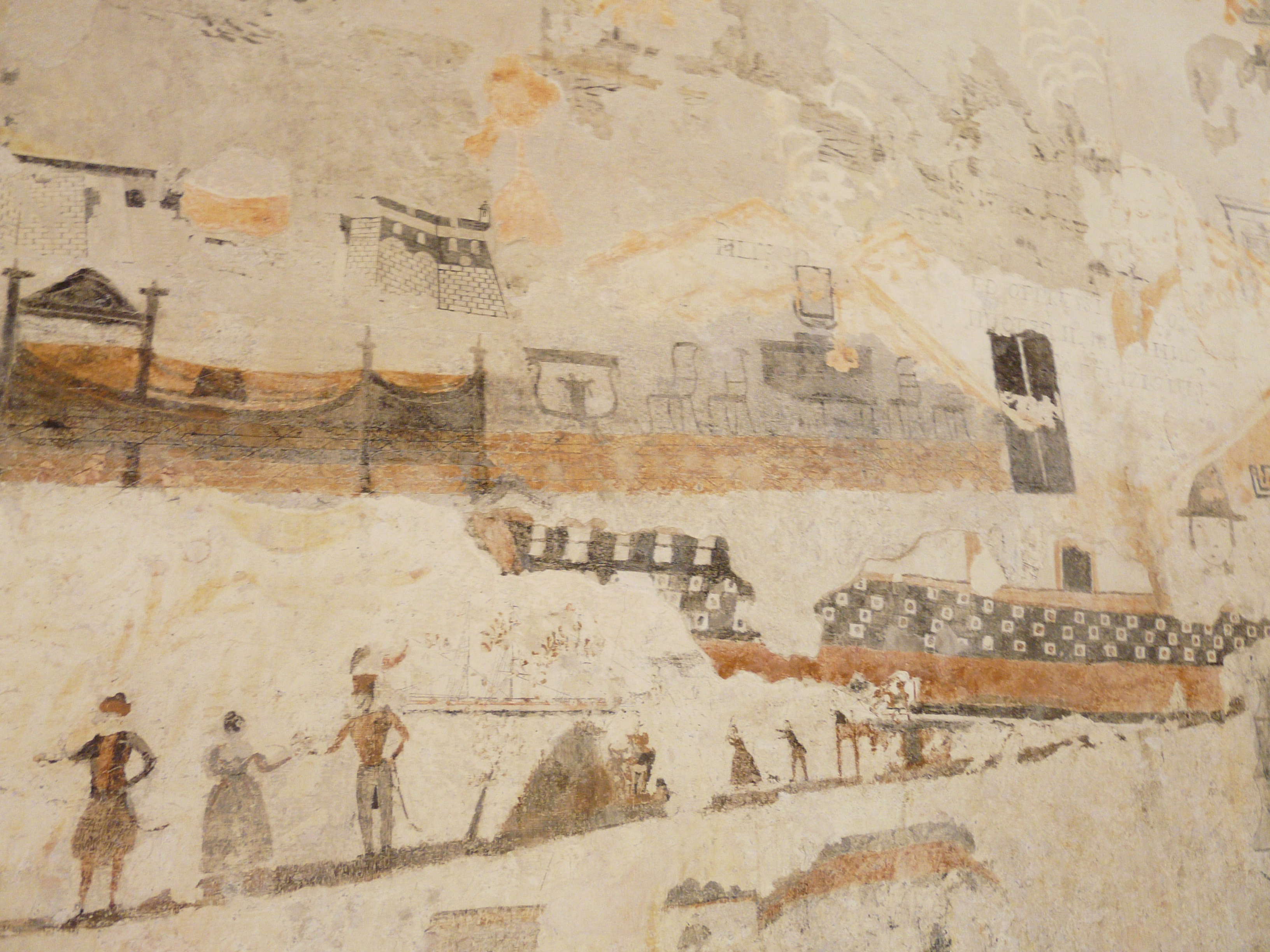
Detail van de tekeningen op de muren van de ‘cel van de kunstenaars’

De hogere verdiepingen van de Grimaldi-toren en de aangrenzende ruimtes werden sinds de tijd van de Republiek tot in de Tweede Wereldoorlog gebruikt als gevangenis. Een verhaal uit 1435 lijkt er op te wijzen dat er toen al een cel aanwezig was, de cella Grimaldina. Naar deze cel zou dan de toren vernoemd zijn. Toen er na de slag bij Ponza (1435) een aantal krijgsgevangenen naar Genua gebracht werd om daar opgesloten te worden in de verschillende gevangenissen, stond bij verscheidene gevangen op de lijst de letter G, waarmee misschien ‘Grimaldina’ werd bedoeld.
De kerkers bevonden zich in de zolderverdieping boven het appartement van de doge en ook in de toren. Dit zorgde ervoor dat de cellen minder vochtig waren dan in andere gevangenissen, die zich meestal op de begane grond of onder de grond bevonden. Tegelijkertijd stonden ze wel meer bloot aan de diverse weersomstandigheden. De cellen boven het appartement van de doge waren klein en donker, ze hadden dubbele deuren en ijzeren tralies in de muren en in de vloer. Ontsnappen werd zo vrijwel onmogelijk. Deze cellen waren bestemd voor misdadigers en voor politieke gevangenen. De bovenverdieping in de luchtbrug vanuit het appartement van de doge maakte het mogelijk om de kerkers rechtstreeks te bereiken vanuit de rechtbank. De cellen in de toren waren groter en hadden meer licht. Deze waren bestemd voor gevangenen uit vooraanstaande families of voor buitenlandse gevangenen voor wie een losgeld werd verwacht.
De gevangenen lieten vaak teksten of tekeningen achter op de muren. In de ‘cel van de kunstenaars’ in de toren zijn tekeningen van oorlogsschepen, soldaten, vrouwen, ruiters en een luchtballon te zien.
Onder de bekendste gevangen zijn de Ottomaanse zeerover Dragut, de 15e-eeuwse doge Paolo da Novi en de Genuese edelman Domenico Dalla Chiesa. Deze laatste was gevangen gezet door zijn broer die senator was. Hij werd beroemd omdat hij wist te ontsnappen via de klok in de toren. Van daar liet hij zich met behulp van de vlag op de toren naar beneden zakken op een lager gelegen terras. Andere gevangenen waren Giulio Cesare Vachero (die met Savoye een complot tegen Genua opzette), de schilders Sinibaldo Scorza (wegens majesteitsschennis), Domenico Fiasella en Luciano Borzone (wegens geweldpleging) en Pieter Mulier, die werd beschuldigd van het laten vermoorden van zijn vrouw. Hij kon in zijn cel een atelier inrichten en heeft daar nog verschillende schilderijen gemaakt. Ten slotte kunnen nog genoemd worden als gevangenen in de toren: de musicus Nicolò Paganini (wegens het verleiden van een minderjarige) en de patriot Jacopo Rufini, die zich in 1833 van het leven beroofde in zijn cel.